# シボレー・コルベット

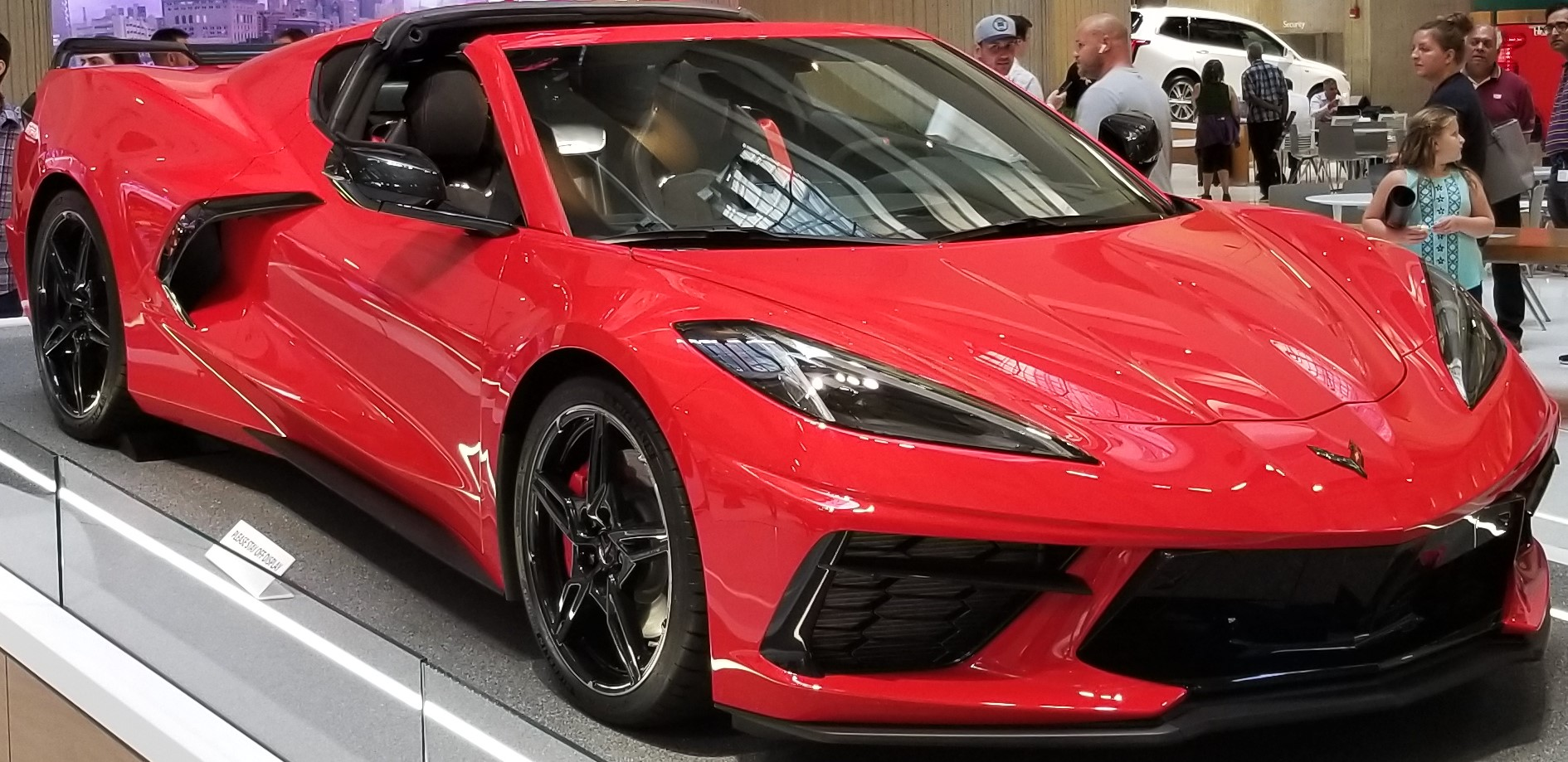
現行のC8型コルベット　クーペ

コルベット（Chevrolet Corvette）は、アメリカ合衆国の自動車メーカー、ゼネラルモーターズ（GM）がシボレーブランドで販売しているスポーツカーである。

## 解説

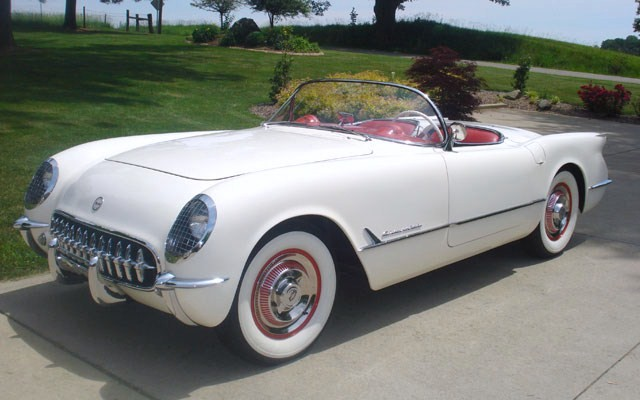
1953年 C1型コルベット

コルベットは、かねてからのスポーツカー愛好家で後にGMのデザイン部門の初代副社長を務めることになるハーリー・アールが、第二次世界大戦後の自動車競技におけるヨーロッパ製スポーツカーに感化され、GMもスポーツカーを製造する必要があると認識したことがその誕生につながった。
コルベット誕生以前の1951年には、ナッシュ・モーターズがイタリアのデザイナー、ピニンファリーナとイギリスのエンジニア、ドナルド・ヒーレーのパートナーシップの下、2シータースポーツカーのナッシュ・ヒーレーの販売を始めたが、ほとんど価格の高いモデルばかりだった。アールの構想は、まず非公式な「プロジェクト・オペル」として秘密裏にスタートし、当時シボレーディビジョンのゼネラルマネージャーを務めていたエド・コールにプロジェクトを提案。コールはためらうことなく、この提案を受け入れた。1951年後半、アールとスペシャルプロジェクトのクルーは開発を開始し、1953年にシボレー・コルベットとしてデビューするに至った。
2シーターカーとしてほぼ同時期に誕生したフォード・サンダーバードと同じく、それまでのアメリカ車にあまり見られなかった小型軽量のボディに適度なパワーを持ったエンジンを搭載し、当時憧憬の的であったオープンエアモータリングを楽しめるアメリカンプレステージスポーツカーとして誕生したコルベットは、本来大衆車部門のポジションであったシボレーにおいて、その後誕生するシボレー・カマロとともに数々のレースシーンに積極的に関与し、ブランドの華やかさ、先進性、技術力、優秀性をアピールする役割を果たすこととなった。
当初はヨーロッパのライトウェイトスポーツカーをベンチマークとしていた関係で、コルベットもそれらと共通した性格を基本とするかに見えたが、当時のアメリカは新世代のV型8気筒エンジンの勃興期であり、マーケットからの要望を背景に、毎年ほとんどの車種でエンジンパワーが増大していく傾向にあり、コルベットもそのトレンドを積極的に取り入れる方向で発展していった。このためコルベットは早々のうちに軌道修正され、GMひいてはアメリカ国内で最も強力なエンジンを搭載可能な、走行性能の優れた小型プレステージ2シーターカーという路線に乗ることになる。
車体形状はオープンエアモータリング可能な2シーターのクーペスタイルを堅持しており、搭載されるエンジンはごく初期のわずかな期間を除いて、軽量コンパクトかつ高出力のV型8気筒が伝統となっている。タフでパワフルなV型8気筒エンジンによるモアパワーを持ち味としており、動弁機構は一時期高性能なDOHCを採用したことがあったものの、最新型においてもコンベンショナルなOHVを採用し、強烈な加速と余裕の走りがコルベットのアイディンティティとなっている。
その一方でシャシは時流に合わせて頻繁にアップデートされ、時には外観のみならず、車の性格を激しく変えるほどのモデルチェンジが果たされることもある。駆動方式はフロントエンジンによる後輪駆動（FR）を7代目（C7型）まで貫いていたが、8代目（C8型）からはエンジンの搭載位置がミッドシップ（MR）に変更された。
コルベットはその基本性能の優秀さから、初代C1型の時代から様々なレーシングカーが製作され、数多くの功績を挙げている。ワークスでのレース活動を休止していた時期もあるが、その間を埋めるようにプライベーターによる参戦も盛んに行われた。
現在、欧州ではシボレーのブランドネームが落とされて単に「コルベット」として販売されているが、シボレーブランドのフラグシップモデルであることには変わりない。なお、日本への輸入はGMアジア・パシフィック・ジャパン（GMAPJ）によって行われており、販売店の関係で日本でも単に「GM・コルベット」として販売されていた時期があった。車検証の車名欄およびJAIA（日本自動車輸入組合）の輸入車登録台数の統計では「シボレー」となっている。

## 初代 C1型（1954年–1962年）
シボレー初の2シーターレイアウトのオープンスポーツカーとして1953年にプロトタイプが披露され、翌1954年に生産を開始した。
スチール製フレームに、量産車としては初めてとなるFRPボディパネルを貼り付けたヨーロッパ車並の先進的な特徴を有していたが、搭載された「ブルーフレーム」水冷直列6気筒OHVエンジンは、大げさな愛称ながら素性は1928年以来長年生産されてきたシボレー標準の重い実用旧式エンジンであった。1937年の3→4ベアリング化、1950年の圧送潤滑導入（それまでは飛沫式）などアップデートは施され、排気量3.9Lでコルベット用チューニングでの最高出力は公称150HPであったが、当時のSAE基準でマフラー等補機類を装備せず計測されており、車載時の実出力ははるかに低かった。これに組み合わせられたトランスミッションは、通常型のシボレー・セダンと同一の「パワーグライド」2速ATで、その最高速度は164km/hにしか達しなかった。先行して市場に投入され、ほとんど同等のサイズと3.4LのDOHCエンジンを搭載するイギリス製スポーツカーのジャガー・XK120はその名の通り193km/h（120mph）を容易に達成しており、実力の差は明確だった。さらに、FRP素材の品質不良による購入者からの苦情も殺到した。当時はまだFRPの厳密な生産管理技術が確立されておらず、温度差によってボディパネルが歪んでしまうことが原因だった。
初期にはこのようなメーカー側の不備から批判を受けたが、チューニングを生業とする者たちは、優れた車体特徴を備えたコルベットを見放さなかった。彼らは市場の不満の声に応えるかのごとく、エンジン・チューニングキットや、マニュアルトランスミッションへの交換などを請け負い、潜在的な需要を満たした。
その後、コルベットの評価を一転させるマイナーチェンジが行われることとなる。その先鋒に立ったのがGM実験部門に所属していたエンジニア、ゾーラ・アーカス・ダントフであった。当時、新たにシボレー・セダン用として発売されたばかりの4.3L水冷V8 OHVエンジンに専用チューンを施し、コルベットに搭載することで大幅なパワーアップを実現する。1955年ではオプション扱いだったものの、1956年からは通常ラインアップに加わり、逆に当初の標準だった6気筒エンジンはカタログ落ちする格好となった。このエンジンは後のコルベットにもスモールブロックユニットとして受け継がれていくこととなる。トランスミッションもボルグワーナー製の3速MTが選べるようになり、いよいよ本格的なスポーツカーとしての認知を得るに至る。以降、ドーピングのごとくパワー至上主義路線を貫くようになり、200馬力前半だったパワーは、最後期には300馬力オーバーに達するまでになった。
C1型コルベットは本格的にレースにも参戦し、そのテストベッドとして1954年にはMule（雑種の意）と呼ばれる、レーシングチューンの施されたV8エンジンを搭載したモデルがあった。Muleは最高速トライアルやデイトナに参戦し、このモデルの活躍がコルベットの名声を高めるきっかけとなった。その後、1956年のセブリング12時間レースに参戦するために手直しされたコルベットSR（セブリング・レーサー）が出走し、クラス優勝に輝く活躍を見せ、1957年以降には数々のレースでアマチュアレーサーの手で走らされるコルベットを見るようになった。また、SRが活躍したとほぼ同時期に、更なるパフォーマンスアップを図ったSR2に発展し、1957年のデイトナではル・マン24時間レースの王者であるジャガー・Dタイプに続く2位につけた。しかし、コルベットのレース活動の指揮を執っていたゾーラ・ダントフの意向により、SR2の現役としての期間は短く、その活動はコルベットの名を冠しながらオリジナルとは関連性のない新たなレーシングカーであるコルベットSSに委ねられた。

## 2代目 C2型（1963年–1967年）

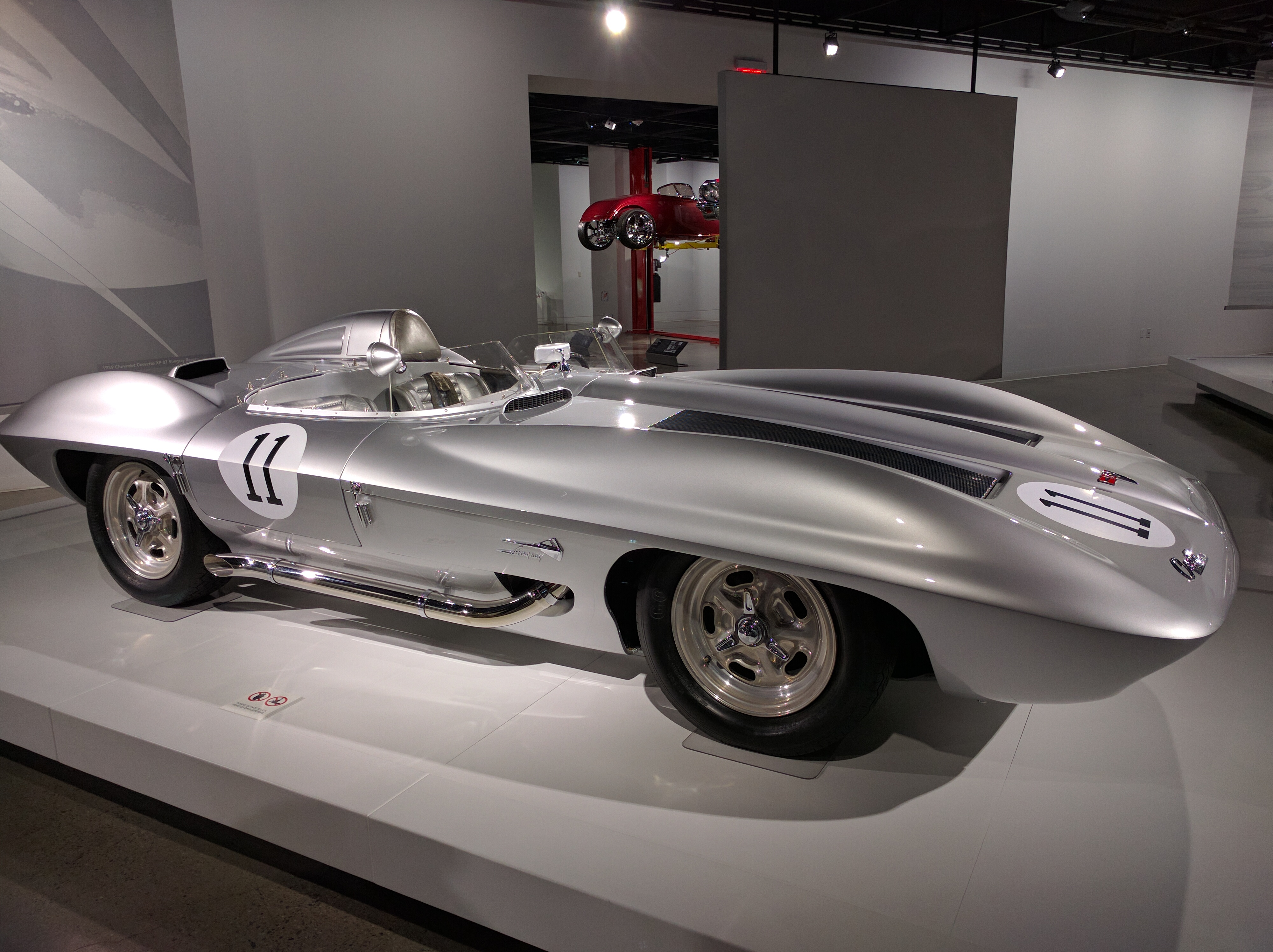
デザインの元となった
XP-87スティングレー・レーサー 1959年

1963年、コルベットは初のフルモデルチェンジを実施しC2型に移行する。オープンモデルのみであった先代C1型とは異なり、クーペをメインに据えることとなった。
スティングレイレーサーのスタイルを基礎にしてデザインされたC2型コルベットは、原型となったレーサーモデルの名を取ってコルベット・スティングレイ（Sting Ray）と呼ばれた。スティングレイとはアカエイ科の意である。名付け親は開発担当者の一人であるビル・ミッチェル（Bill Mitchel）で、これは彼が釣りを嗜んでいたことに由来するといわれている。
外観は大きく変貌し、ダイナミックだった先代のスタイリングに対し、それまでにない先鋭的でエッジの立った独特なスタイリングとなった。初年度の1963年式モデルのみの特徴として、ルーフからリアエンドに向かって走るフレームによって2つに寸断される「スプリット・ウインドウ」と呼ばれるリアウインドウを持つ。また、リトラクタブル・ヘッドライトの採用もC2型が初となり、以来C5型まで続く伝統となった。
エンジンは基本的に先代に採用されていたものが継承され、そこにさらなるチューニングを加えている。排気量は大幅に拡大され5,358ccの水冷V8OHVエンジンで、キャブレターの違いで300馬力、340馬力、インジェクション仕様の360馬力のものが設定された。特に360馬力仕様は事実上のレーシング仕様で、足回りがレースを前提として硬くセッティングされており、公道での走行には適さないものであった。
デビューから2年後の1965年には、レーシングスペックのZ06（ズィーオーシックス）が登場。6,489ccの排気量を持つビッグブロックユニットが搭載され、425馬力、約64kgmというハイパワーを誇った。後にビッグブロックは更なる排気量拡大を受け、427立方インチ（6,997cc）までスープアップされている。トランスミッションは標準装備の3速MTのほか、オプションで3速AT及びギアレシオをクロスさせた4速MTが設定された。
ボディは完全な新設計で、ラダーフレーム方式を採用。車高は先代に比べ低くなり、低重心化に貢献している。C2型コルベットはフロントエンジン車でありながらリアヘビーという、かなり特異な前後重量配分を有していた。これは燃料タンクが最も後ろに配置されていたためで、通説では前後47:53の重量配分と言われている。足回りはフロントがダブルウィッシュボーン式、リアがトレーリングアーム式で、前後輪とも独立懸架によって支持されている。フロントはコイルスプリングだが、リアには本来縦向きに配置されるリーフスプリングを横向きに配置している。これは後々のコルベットにも受け継がれる特徴のひとつであるが、この配置にはばね下重量を理論上ゼロに抑えることができる利点があった。ブレーキは当初は前後輪ともドラムブレーキだったものが、1965年モデルからは前後輪ともディスクブレーキに改められている。

### L88
C2型末期の1967年にラインナップに加わったL88型エンジンは、レーシングカー用のエンジンをデチューンしたもので、燃料には103オクタン以上のレース用ガソリンを使用しなければ動かないという、あくまでGTレースに出走するためのホモロゲーションを取得するためのモデルだった。L88型は430馬力と公表されたが、監督官庁の懸念や保険料の問題等で伏せていただけで、実際は500馬力以上だったとも言われている。L88型エンジンを積んだコルベットは、20台が市販されるに留まっている。このL88型を搭載したC2型コルベットには、オークションにて約7,600万円の値が付けられた事がある。

## 3代目 C3型（1968年–1982年）
1968年登場。大胆に膨らんだ前後フェンダーとくびれたように見えるボディ中央部がコーラの瓶を連想させることから、「コークボトル」の愛称がある。このデザインは、このモデルを最後にデザイナーを引退したビル・ミッチェルと日系人ラリー・シノダがデザイン・スタディとして生み出したマコシャーク（Mako Shark）が原型で、そのデザインをほぼ踏襲している。ネーミングにも変化が生じ、1969年から「スティングレイ」（Stingray）の呼称が復活した。その後1978年のマイナーチェンジにて、再び「コルベット」名義に戻されている。
バリエーションにコンバーチブルと量産車初のTバールーフのトップを採用しながらも、シャシーやサスペンションは基本的に先代・C2型のものを引き継いでいる。リトラクタブルヘッドライトの機構は先代から変更され、回転式でなくカバーを上へ持ち上げるオーソドックスなメカを採用している。これは歴代コルベットの中では唯一である。エンジンラインナップは先代から変更はないが、1969年にはビッグブロックユニットが7,440ccに排気量を拡大。標準エンジンであるスモールブロックユニットも同年に排気量を5,358ccから5,738ccに拡大しているが、出力は300馬力で変更はない。また同エンジンを基本にチューニングを施したLT1ユニットは350馬力仕様に加え、1971年までは高圧縮化で370馬力にまでチューニングされたものが設定されていた。
1969年、ZL1エンジンが追加される。先代C2型に搭載されていたL88エンジンの発展型で、エンジンヘッドのほかエンジンブロックもアルミ化されている。ZL1エンジンはオプション設定という形でカタログに記載されたが、価格が非常に高額だったため、ごく少数の生産に留まることとなった。
1971年にはマスキー法が全面施行され、レギュラーガソリンに対応、三元触媒の取り付けなど排ガス対策に追われたため、全てのパワーユニットが軒並み20～30馬力ほどダウンすることとなる。その対策として、ビッグブロックユニットを425馬力にまでチューンしたエンジンが追加されるが、環境問題が叫ばれる逆境などを理由に1972年に廃止された。
1973年にはクロームメッキバンパーを廃止、ウレタン製のものが装備されるようになる。エンジンラインナップも大幅に整理され、ボアφ101.6×ストローク88.4mmで5,733ccのV8 OHVエンジン一本となり、標準仕様は190馬力、オプションで210馬力、さらに排出ガス規制の厳しいカリフォルニア州向けに、コンピュータ制御の排ガスコントロール装置を取り付けた仕様も登場した（180馬力）。
1978年のマイナーチェンジで、それまで垂直に降り立つリアウインドウが、ルーフからボディ後端までを繋ぐ湾曲した一枚ガラスに変化し、規制によって5マイルバンパーが装着された。オプション設定にはグラストップが追加されるが、これはコルベットがスポーツカーというより、長距離を高速で移動することに主眼を置いたGTカー的な方向に寄ったものであることを示していた。
1981年にはオプション設定されていたエンジンが姿を消したが、1982年には燃料供給がキャブレターからインジェクションとなり10馬力上乗せの200馬力を計上した。
トランスミッションは4速MTと3速ATが用意され、1982年には4速ATが設定されたが、MTは廃止された。
C3型コルベットは1982年モデルが最終年だったが、同年に予定されていた新型コルベットへの移行が1983年11月（1984年モデル）にずれたため、1983年モデルのコルベットは存在しない。

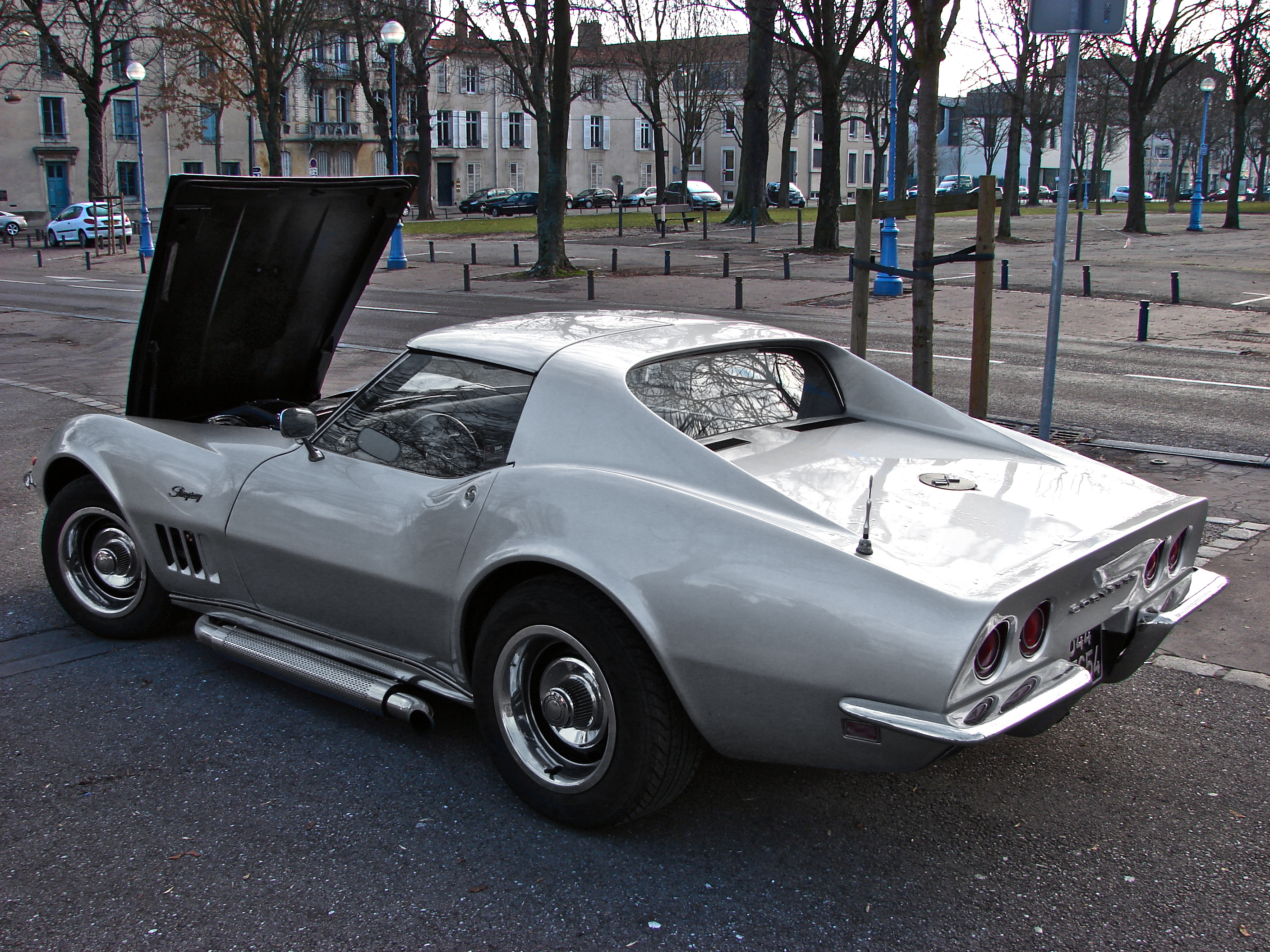
C3 リアビュー
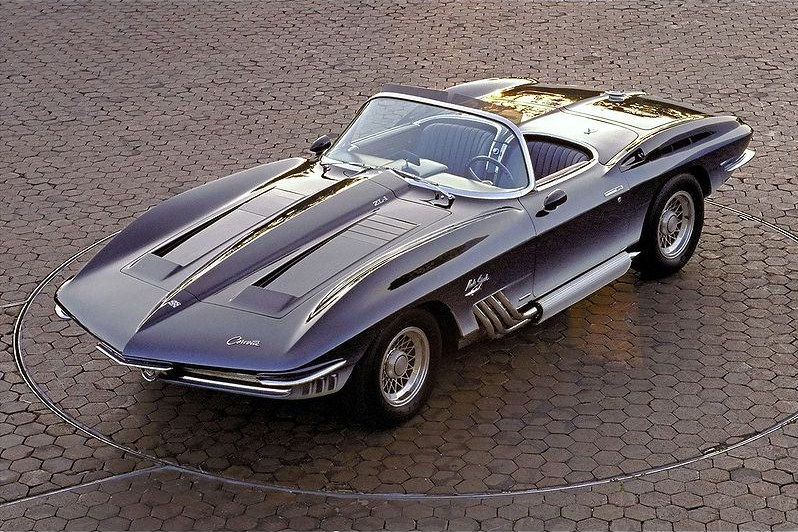
デザインの原型となったコンセプトカー Mako-Shark 1961年

## 4代目 C4型（1984年–1996年）
1983年の前中期をテスト期間として43台ものテストカーを費やし、同年末に通算4代目となるC4型コルベットが登場、1984年モデルイヤーから販売を開始した。
C4型では世界的情勢を意識し、それまでのアメリカニズムを押し出したデザインから大きく路線変更することとなり、全体的に洗練されたヨーロピアンスタイルをまとった。大きく盛り上がったフェンダーなどはなだらかに整形され、空力にも十分な配慮がなされるこで、Cd値は0.34と当時のスポーツカーとしては高い数値となっている。これは開発関係者にヨーロピアンデザインに造詣の深い人物がいたためといわれている。
構造的にも、その多くを先代から受け継いでいたC3型とは異なり、エンジン以外のほぼ全てを新規設計とした。エンジンを前輪車軸後部に搭載するフロントミッドシップレイアウトを採用し、49:51とスポーツカーとして理想的な前後重量配分を実現した。足回りは前不等長ダブルウィッシュボーン式、後5リンク式で、アームには市販車初の軽合金を採用し、ばね下重量の低減を狙っている。スプリングは横置きリーフスプリングを踏襲しているが、素材にFRPを用いることで軽量化に配慮している。
ボディ構造は角断面鋼管フレームとセミモノコックを組み合わせたユニフレームとなり、旋回性能を上げるためにショートホイールベース化され、前後トレッドを広げて操縦安定性を確保している。ボディバリエーションは当初、クーペとTバールーフを廃止したオープントップを用意していたが、C3型後期に安全性の問題でラインナップから落ちたコンバーチブルが1986年モデルから復活している。
デビュー当初、1983年11月エンジンはC2型と同じボアφ101.6×ストローク88.4mmで5.7LのV8 OHVとなり、クロスファイア・インジェクションと呼ばれた、コンピューターインジェクションを搭載し、205馬力と少々控えめの数値だったが、Z51と呼ばれるハイパフォーマンスモデルが設定された。これはハードなスプリングレート、デルコ・ビルシュタイン製ショックアブソーバー、ワイドタイヤなどを組み込んだ仕様で、トランスミッションも4速MTのみの設定であった。
1985年、エンジンが変更される。排気量は変更ないが、ボッシュ・ジェトロニックをベースに改良を施したチューンド・ポート・インジェクション（TPI）仕様のL98型となり、最高出力は230PSに引き上げられた。
1986年、コンバーチブルが追加。
1987年、エンジンにアルミヘッドを採用。240PSにアップされた。
1988年、エンジンがチューンドポートインジェクションの245PS、トルク47.5kgになった。ホイールはF.Rとも9.5j、タイヤは27-40-17が標準となった
1989年、MTが変更を受け、4速+電磁式オーバードライブから、ZF製6速MTにアップデートされた。また、ZR-1が追加された。
1991年、リアデザインがZR-1を基本にしたものとなる。Z51はよりハードなZ07に代替。
1992年、エンジンがL98からLT1に変更。基本スペックは引き継ぐものの、数々の改良を受けて最高出力が大幅に向上し、300馬力となる。トラクションコントロールを標準装備、タイヤも太いものにグレードアップされた。
1993年、コルベットは生誕40周年を記念したアニバーサリーモデルをZR-1/LT1ともに設定。このモデルは外装がルビーレッドに塗られ、同色の本皮スポーツシートを装備した上級装備モデルだった。ZR-1は405馬力までパワーアップ。
1994年、コンバーチブルのリアのスクリーンがビニール製からガラス製に変更されオートロックのリモコンが標準装備(日本仕様は無し）になり、助手席のエアバッグが標準になった（1991年から1993年まで助手席ダッシュボードの小物入れとしていた部分にエアバッグが搭載される）。
1995年、ZR-1が生産終了。
1996年、内装とホイールに専用デザインが与えられた「コレクターエディション」と、ZR-1から受け継いだ基本メカニズムに加えてブルーのボディカラーとノーズからテールにかけて白のストライプを中央に配し、リアオーバーフェンダーと335psのLT4エンジンを搭載した「グランスポーツ」の2種類の特別仕様車が設定された。なお「グランスポーツ」はMTのみの設定で、日本にはクーペのみ正規輸入されているが本国にはごく少数のコンバーチブルも存在する。

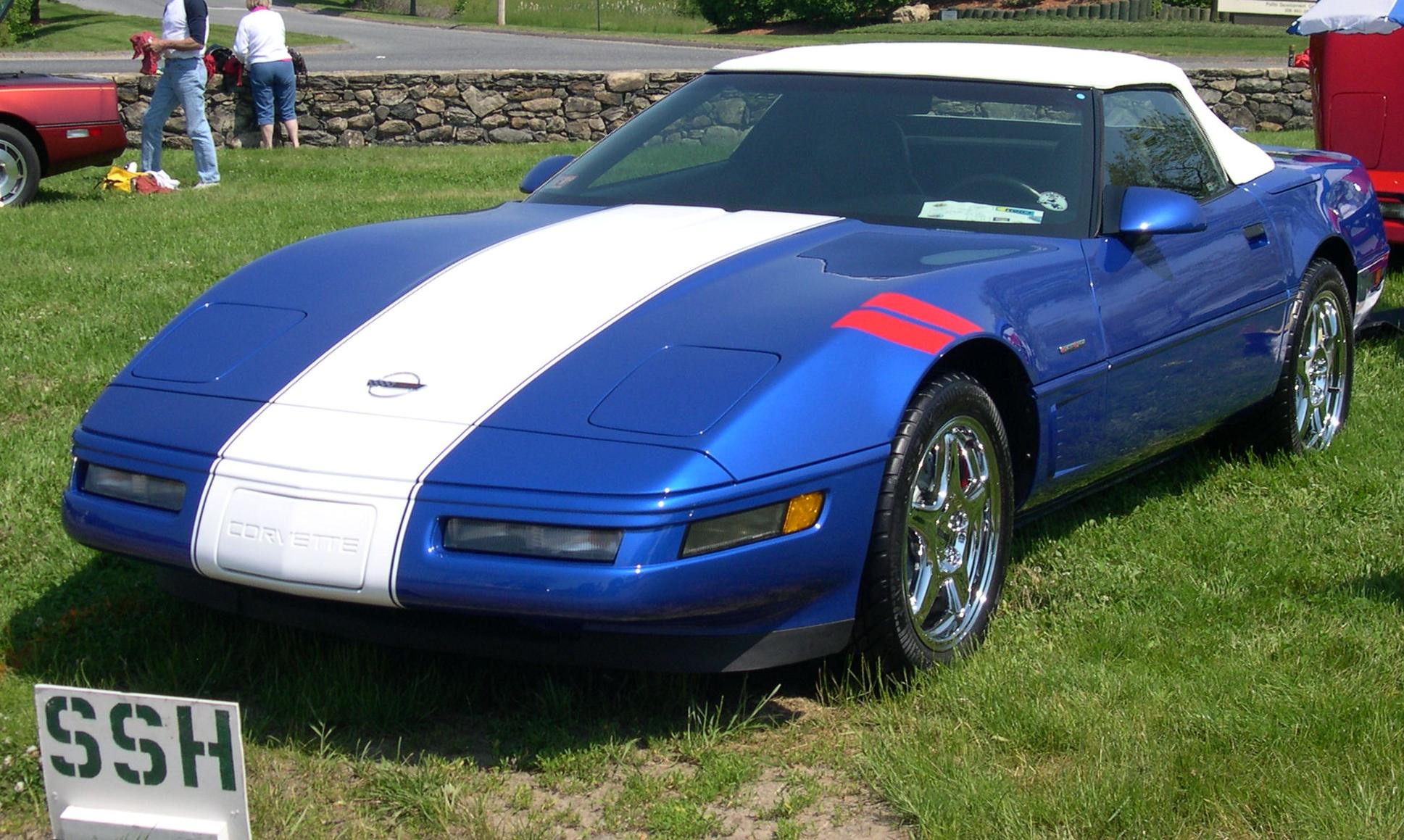
C4 グランドスポーツ

### スレッジハンマー
1988年にチューニングメーカーキャラウェイがC4コルベットをベースに改造。フロント、サイド、リア、ボンネットに独自のエアロパーツを装着しクーペとスピードスター（コンバーチブルではない）があり搭載されているエンジンをツインターボ化し900馬力を叩き出した。同社の創業者であるリーブス・キャロウェイによって、0-100㎞/hを3.9秒、最高速度412.8km/hを記録。後にブガッティ・ヴェイロンに抜かれるまでは、当時の市販車の世界最速車であった。

### ZR-1

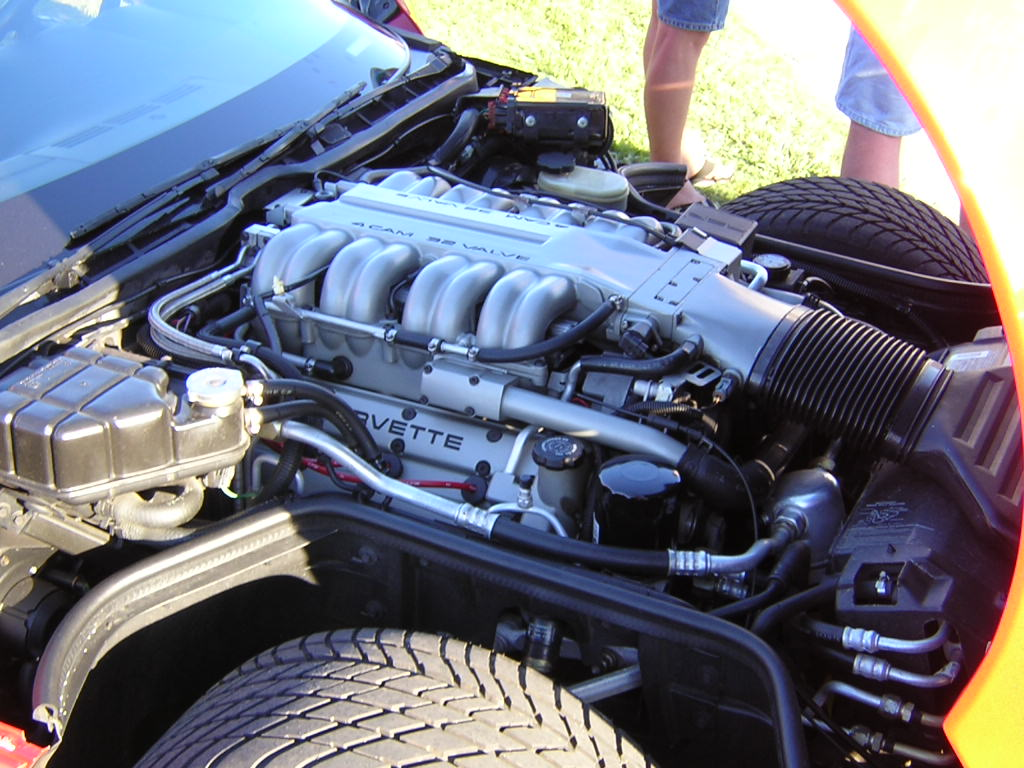
A GM LT5 engine

1989年モデルから追加された最上級グレード。当時GM傘下にあったロータス・カーズによって設計・開発されたLT5型エンジンを搭載し、スクエアに近くされたボアφ99.0×ストローク93.0mmで5,727ccと排気量はほぼそのままながら、ブロックも含めてオールアルミニウム化された、圧縮比11.0:1、DOHC32バルブユニットで、標準モデルより100PS以上高い375PS/5,800rpm、51.3kgm/4,800rpmを発生した。ヘッドの大型化を防ぐためバルブ挟角は22度に小さくしてある。ATは設定されず、ZF製6速MTのみが組み合わせられた。ブレーキは大径化され、フロントはホイール9.5J17にタイヤP275/40ZR17、リアはホイール11J17にP315/40ZR-17にサイズアップ、オーディオの左脇に安全対策としてECUのマップ切り替え用の鍵が装着されている。タイヤを収めるためにリアの造形に変化が生じ、角張っていたリアフェイスは丸まり、フェンダーが外側に拡大されていた。当時の記録は0-60mph（約97km/h）を4.2秒、0-400mは12.2秒、最高速度は289.5km/h。
なお、このZR-1はZ06やZ51と同様にベースグレードのパッケージオプション扱いである。オプション価格は20,000ドルで、コンバーチブルは選べなかった。

## 5代目 C5型（1997年–2004年）
1997年にフルモデルチェンジされ5世代目となる。先代C4型から始まった近代スポーツカーへの転換が最終段階に達し、空気抵抗を減らすためにC4型の直線的なイメージを保ちつつも流線型のデザインに変更され、シャシーやミッション、内装に至るまで細部を見直すことで、居住性や快適性を大きく向上させた。シャシーは一体成型とすることで高剛性を実現し、ゆがみを減らした。また、旋回性能を上げるためにショートホイールベース化、ワイドトレッド化されたことに加え、操縦安定性を確保するため、トーイン、トーアウト、キャンバ角も見直されている。さらにトランスアクスルレイアウトを採用したことで前後重量配分を50:50に近づけ、鋭く素直なステアリング応答性を実現させた。一方で、リトラクタブル式のヘッドライトや円形の4連テールランプ、ダブルウィッシュボーンにリーフスプリングを組み合わせた足回り等の伝統は引き継がれている。また、市販乗用車としては最後のリトラクタブル・ヘッドライト搭載車となった。
C5型の登場を契機にコルベット・レーシングも復活し、ルマン24時間耐久レースやアメリカンルマンズ耐久レース等のレースシーンで1-2フィニッシュを飾るなど華やかな結果を残している。
エンジンは新開発の5.7 L LS1型が搭載され、6速MTもしくは4速ATのトランスミッションと組み合わせられる。ボディは当初、ルーフのみ開閉可能なオープントップのファストバッククーペのみ用意されていたが、1998年にはソフトトップのコンバーチブルが追加。1999年には完全なクローズドボディのハードトップクーペも追加されたが、日本には正規輸入されていない。
2001年には最上級グレードとして、C2型以来となる「Z06」の名称が復活した。ボディは剛性面で最も有利なハードトップクーペが用いられ、LS1型エンジンをベースにチューニングを施したLS6エンジンを搭載、組み合わせられるトランスミッションは6速MTのみという仕様であった。
マイナーチェンジでダンパーに磁気流体機構を付けた、マグネティックセレクティブライドを採用。これはセレクトスイッチでショックの硬さを変化させるもので、ツアーモード、スポーツモードがある。前者はロングドライブ向けの仕様で、ダンパーを柔らかめに設定し、高級車のような乗り心地を得るためのモード、後者はサーキットや高速道路上でダンパーを固めに設定し、ロールを抑えて操縦安定性を得るモードになっている。
内装には従来からのプラスチックオンレザーを多用している一方で、ツインコックピットスタイルと呼ばれる独特の内装や、使いやすくまとまった計器類、フロントウィンドウに速度などを映し出すヘッドアップディスプレイなど、装備の充実が図られた。
2004年に生産を終了し、翌2005年からC6コルベットにフルモデルチェンジした。

## 6代目 C6型（2005年–2013年）
2005年型から生産を開始したC6型コルベットは、「Power, Passion, Precision（よりパワフルに、情熱的に、精緻に）」をコンセプトに掲げ、C5型に存在した欠点を洗い出し、改善した正常進化モデルである。そのため、メカニズムに共通点は多いものの、そのほとんどは新しく設計されている。実際の生産は秋頃から開始され、日本での販売は2005年2月11日から行なわれている。また衝突安全性や軽量化の視点からリトラクタブル・ヘッドライトは廃止され、吊り目型の固定式ヘッドライトが採用された。C5型にも密接に関わり、その後GMハイパフォーマンスカー設計グループのチーフを務めたデイブ・ヒルが開発リーダーを務めた。
曲面で構成されていたC5型と比較し、よりエッジの利いたラインで構成された力強いスタイリングとなった。また、運動性能向上のためダウンサイジングを敢行し、先代より全長が100mm短縮されたが、逆にホイールベースは30mm延長され、オーバーハングを縮小することで安定性を高めている。足回りは前後ダブルウィッシュボーン式、コンポジット材を使用した横置きリーフスプリングという組み合わせは不変であるものの、C5型末期に採用された、路面状況に合わせて減衰力をオートマチックに制御するマグネティック・セレクティブ・ライド・コントロールを装備している。
歴代コルベットからフレーム構造を引き継ぎ、C5型で採用されたハイドロフォームによって成型される、フロアの周囲にフレームを巡らせたスチール製ペリメーターフレームを基本に、ボックス断面のセンタートンネルなどを組み合わせたフレーム構造を有する。フロアパネルにはコンポジット材を用いるなど、軽量化にも配慮がなされている。
基本的にはキャデラック・XLRとプラットフォームを共有しており、この車の開発にはデイブ・ヒルが指揮を執った経緯が存在する。また、細部形状の適正化により、先代のCD値0.29を更に上回り、0.28と優秀な空力特性を実現している。
パワートレインは先代からの流用で、新型に合わせて改良を施されている。LS2と銘打たれた、6.0Lにボアアップされたスモールブロックユニットは404馬力を発生する。トランスアクスルも引き継がれており、前51:後49という、スポーツカーとして理想的な前後重量配分を保っている。トランスミッションのバリエーションは2種類で、日本仕様ではクーペにのみ設定される6速マニュアルミッションと4速オートマチックが用意される。また、2006年モデルではオートマチックが6速・パドルシフト付きに変更される。
2008年モデルでは、エンジンのシリンダーブロックの改良を受けると同時に排気量が6.2Lに上げられ、最高出力も436馬力に上げられた。また、パドルシフト付き6速ATも反応速度が上がり、同時に6速MTもギアレイアウトが改善され、さらに高いパフォーマンスを発揮することとなった。
なお、ハイパフォーマンス版である「Z06」（ズィーオーシックス）も用意される。軽量化のためにチタニウム製のコネクティングロッドとインテークバルブを奢られた、7.0Lに排気量が上げられ、511馬力を発揮する、ドライサンプのLS7型スモールブロックエンジンが搭載された。タイヤサイズもパワーの向上に合わせてより大型のフロントP275/35ZR18、リアP325/30ZR19となると同時に、ブレーキシステムも大型化されたベンチレーテッドクロスドリルローターに、フロント6ピストン、リア4ピストンキャリパーを組み合わせものとなった。なおトランスミッションは、トランスミッションオイルクーラーを備えた6速マニュアルミッションのみとなる。

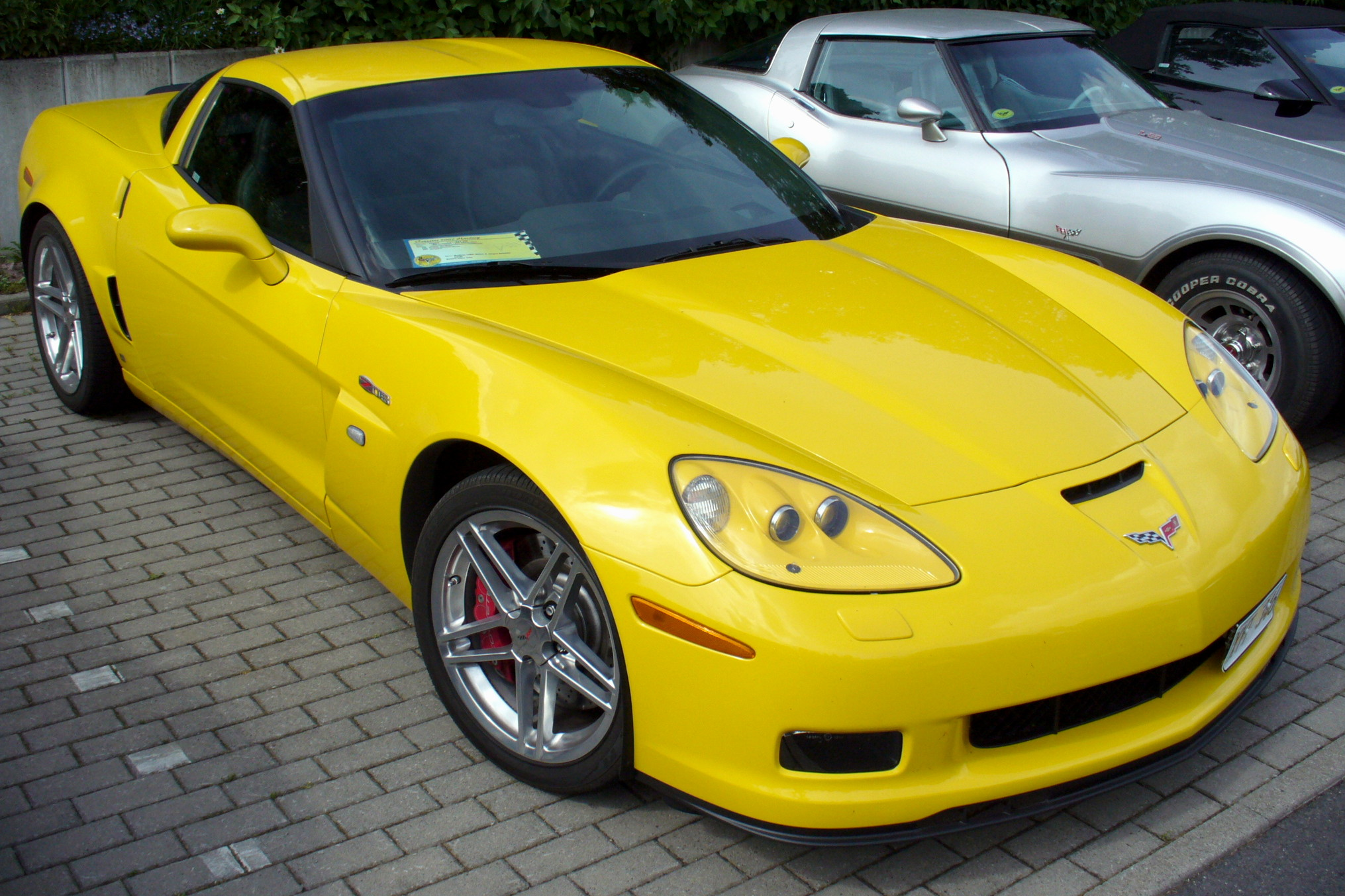
C6 Z06
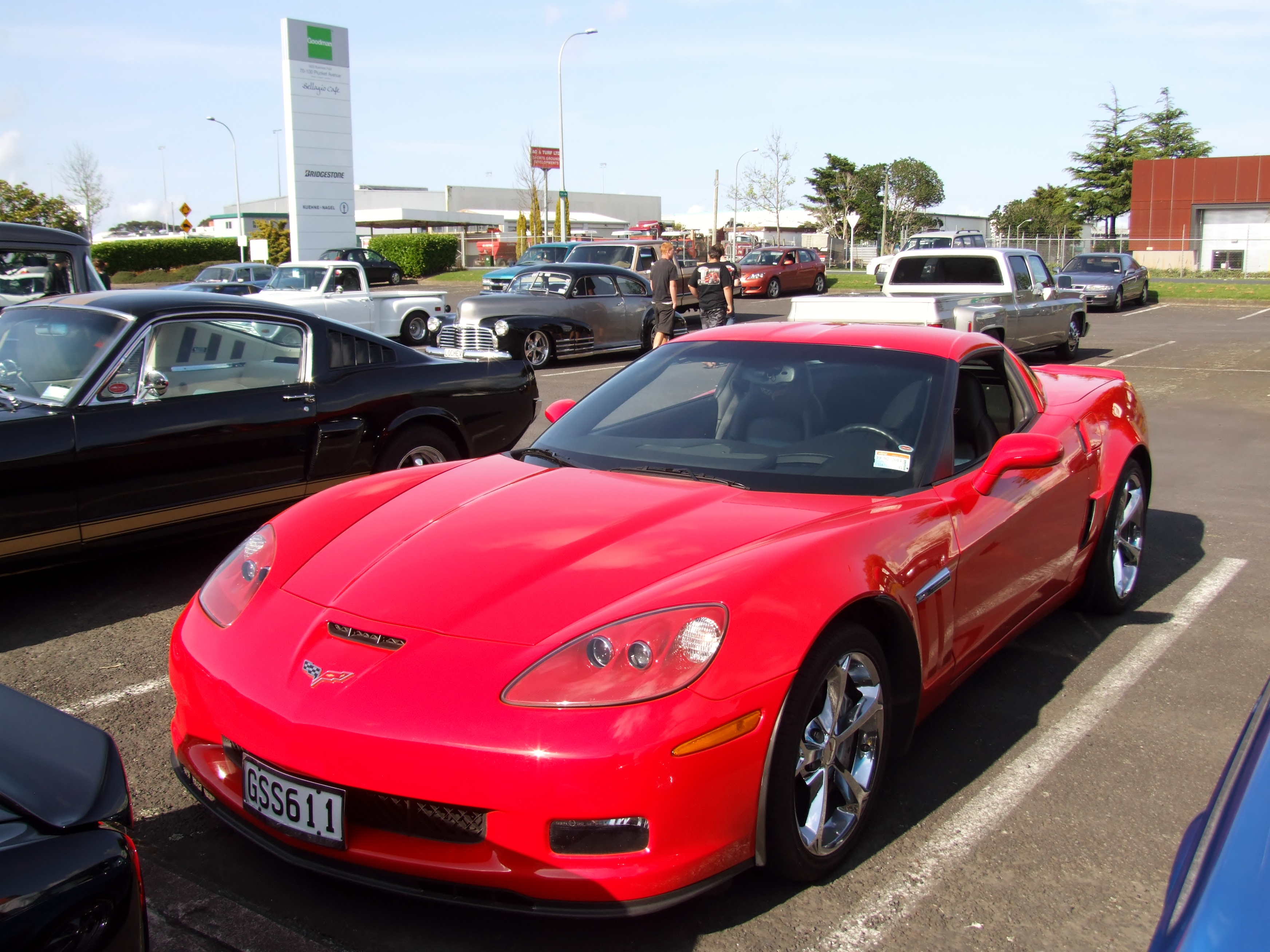
C6 グランドスポーツ

### C6・ZR1

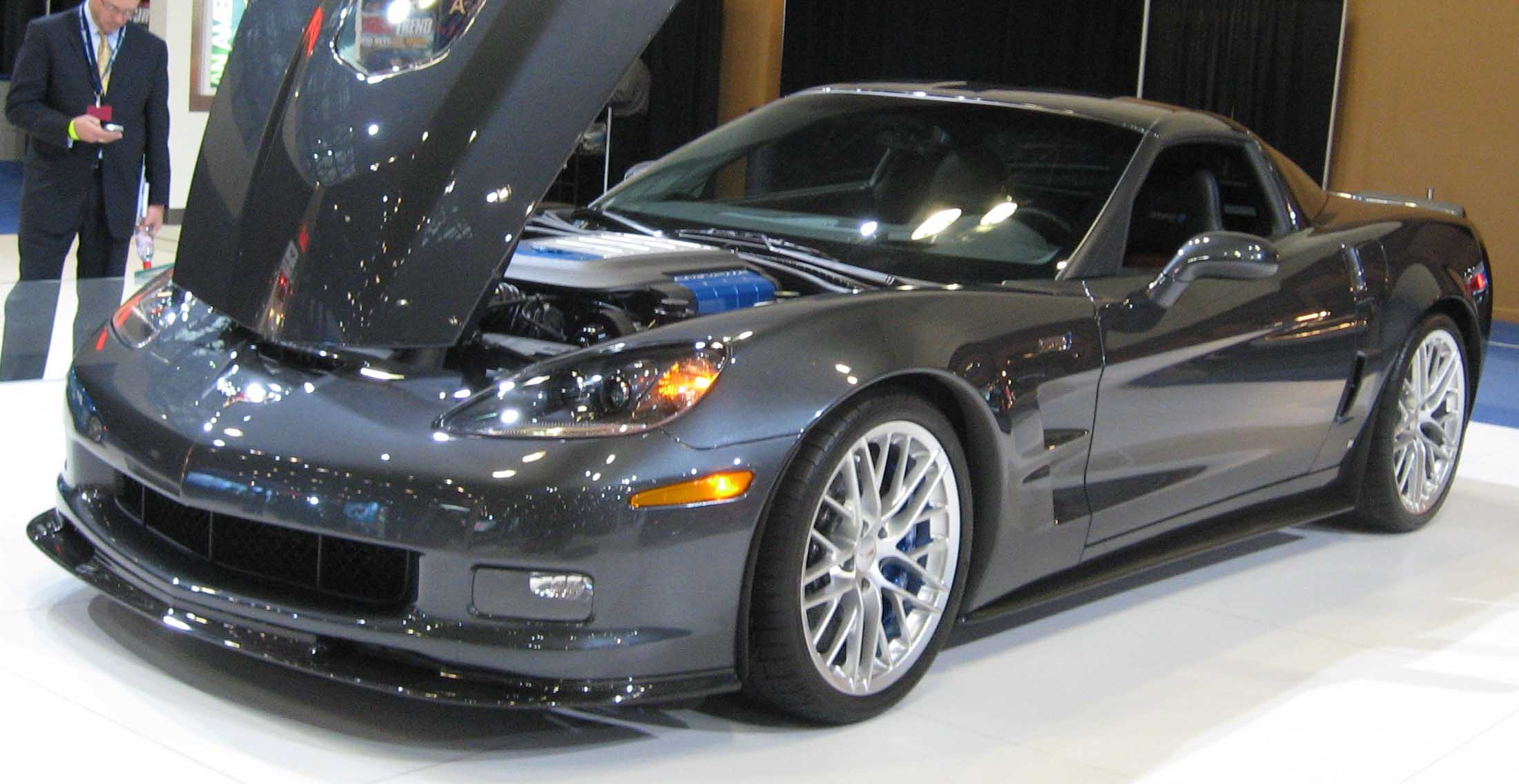
C6 ZR1

限定モデルではあるがZR1が販売された。エンジンはイートン製スーパーチャージャー付き6.2LのLS9型となった。最高出力は647馬力を発生し、シボレー・コルベットとしてついに600馬力を超えるに至った。エンジンはLS7のドライサンプ、チタンコンロッド、チタンインテークバルブを踏襲し、ブレーキはブレンボ製カーボンセラミックローター（フロント6ピストン、リア4ピストン）となり、ローターサイズもフロントφ394mm、リアφ380mmとZ06から拡大されたため、これに合わせてタイヤサイズもフロントP285/30ZR-19、リアP335/25ZR-20となった。またルーフやフロントスポイラーなどに積極的に炭素繊維強化プラスチックを採用するなど、内容的には同世代のフェラーリ・599GTBフィオラノやランボルギーニ・ムルシエラゴなどスーパースポーツに並ぶものとなり、価格も10万ドルを超えるに至った。
発売当初、アメリカではガイ・リッチーが監督したテレビコマーシャルが放映されたが、「子供がクルマを運転するのは危険」だと指摘され、すぐに放送中止となった。

## 7代目 C7型（2014年–2019年）
2013年1月13日、ゼネラルモーターズが新型モデルとなるC7型を発表した。トランスミッションは7速MT、6速AT、8速ATを搭載する。別名はC2型、C3型でも呼ばれていたスティングレイ。
新たに設計されたフレーム構造とシャシー、パワートレーンを採用。
エクステリアでは大幅な変更があり、クーペモデルではC3形後期から採用されていたラップアラウンド形のリアウィンドウが廃止され、通常のノッチバック式となった。またテールランプでは歴代モデル史上初の角型が採用されている。FRP製のボディを持ち、ボンネットとルーフはドライカーボンで成型されており車体の軽量化に貢献している。また、ルーフを取り外すことでオープンカーとしても楽しめるようになっている。

インテリアにはカーボンファイバーとアルミニウム、ハンドメイドのレザー素材を使用し、サポート性に優れた軽量マグネシウムフレームを持つ2種類の新型シートが用意された。8インチ・デュアルドライバー・インフォテイメント・スクリーンは設定により変化するグラフィカルなメーターが表示され、フロントガラスに投影されるヘッドアップディスプレイも用意されている。

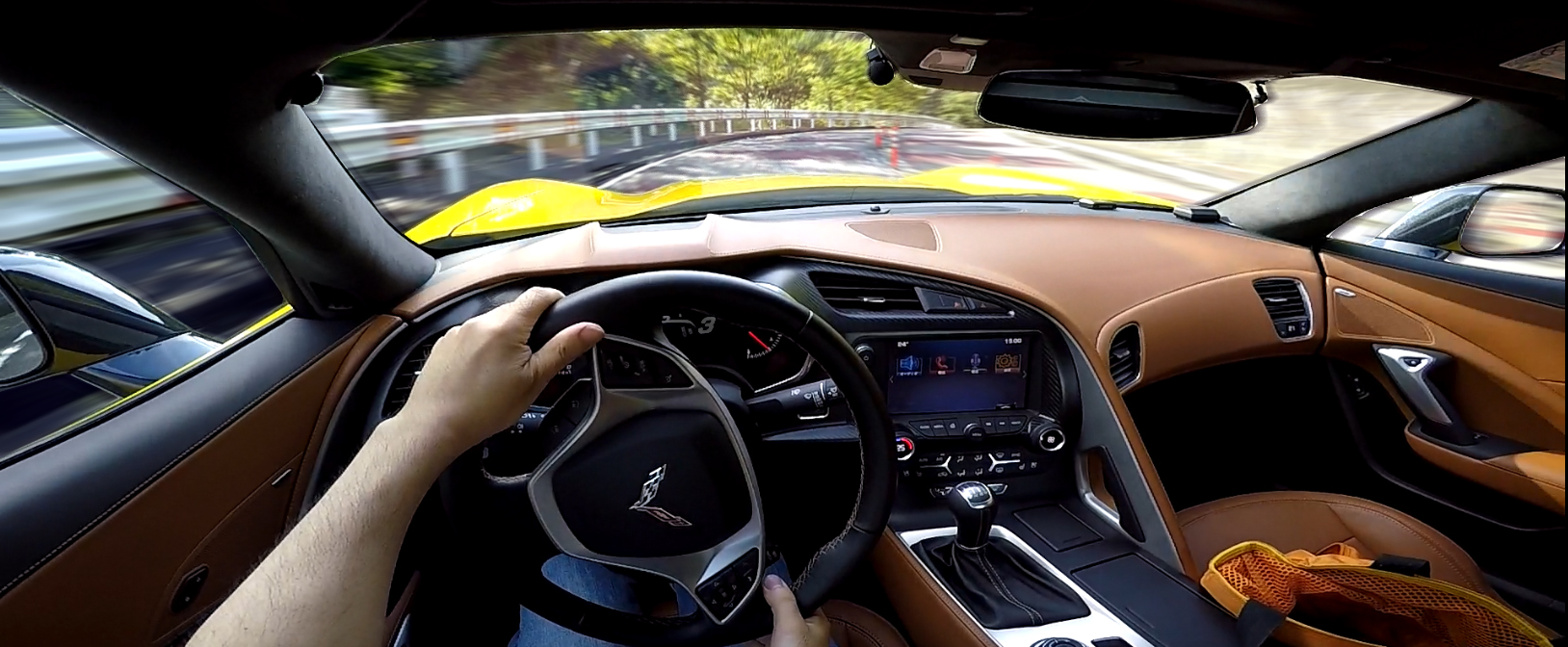
C7はインテリアの質感も飛躍的に向上した

新しいエンジンは先端技術を採用した新型6.2L LT1型V8・OHVエンジン。直噴システムとアクティブフューエルマネージメント、連続可変バルブタイミング、パワーと低燃費を両立させた先進的燃焼システムを採用し、最大トルク610N・mと最高出力335kW（450hp）を発揮、0-60mph加速は4秒以下コーナリング時の最大横Gは1Gを超える性能を備えている。
日本市場においては、同年7月6日より受注を開始した。初期受注分は「カスタムプレオーダーキャンペーン」として、ボディカラーなどを本国で設定されている限り自由に選択できた。デリバリーは2014年。
のちに、ドライサンプや大口径ブレーキローターとインチアップタイヤでスポーツ性を高めた466PSのZ51（ジーフィフティワン）と、スーパーチャージャー付き650PSでワイドボディを持つZ06（ジーオーシックス）が追加された。2018年には最強モデルとなるZR1が発表され、最高馬力は766PS（最大トルク96.8kgm/4400rpm）まで高められた。

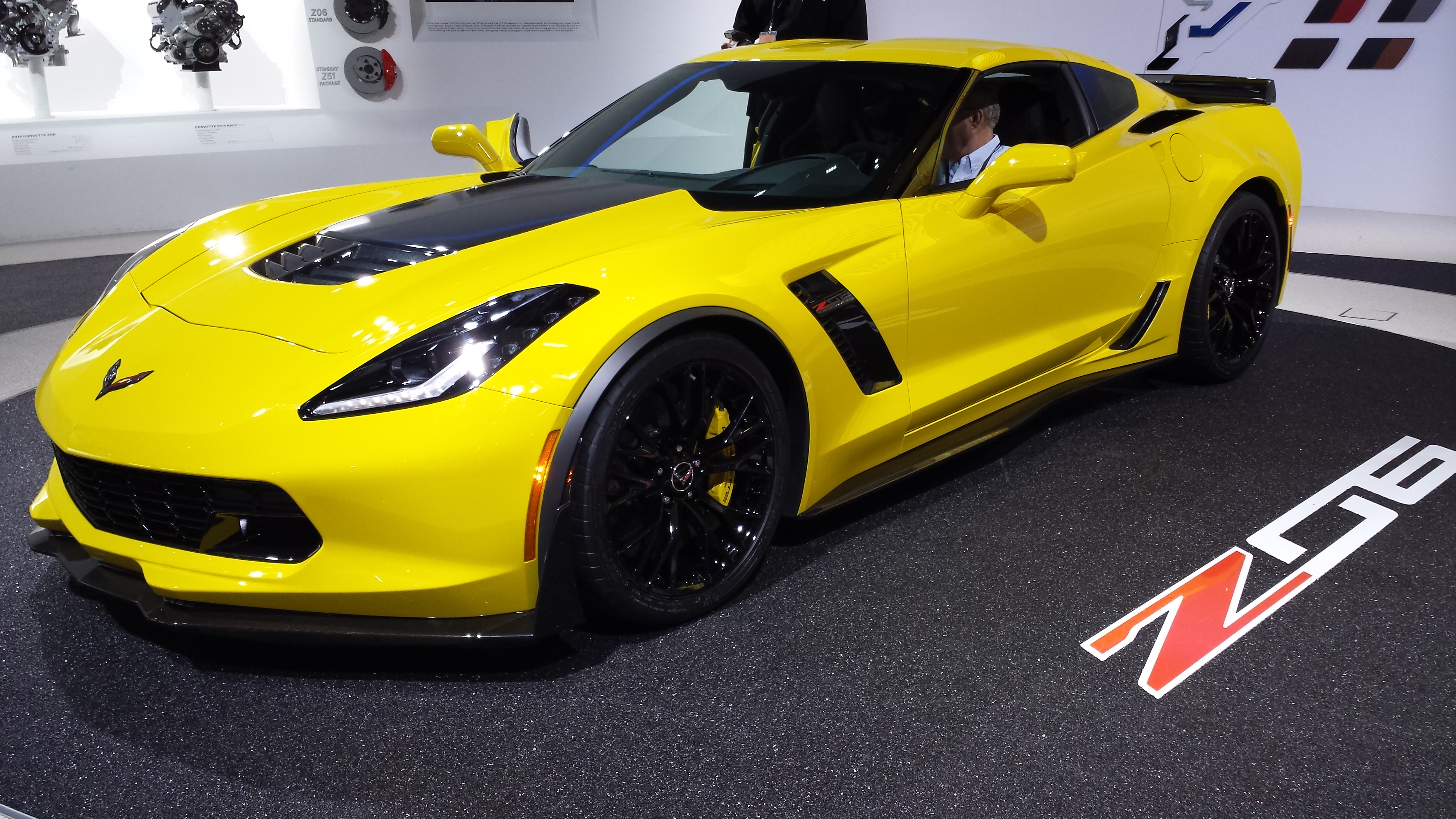
C7 Z06
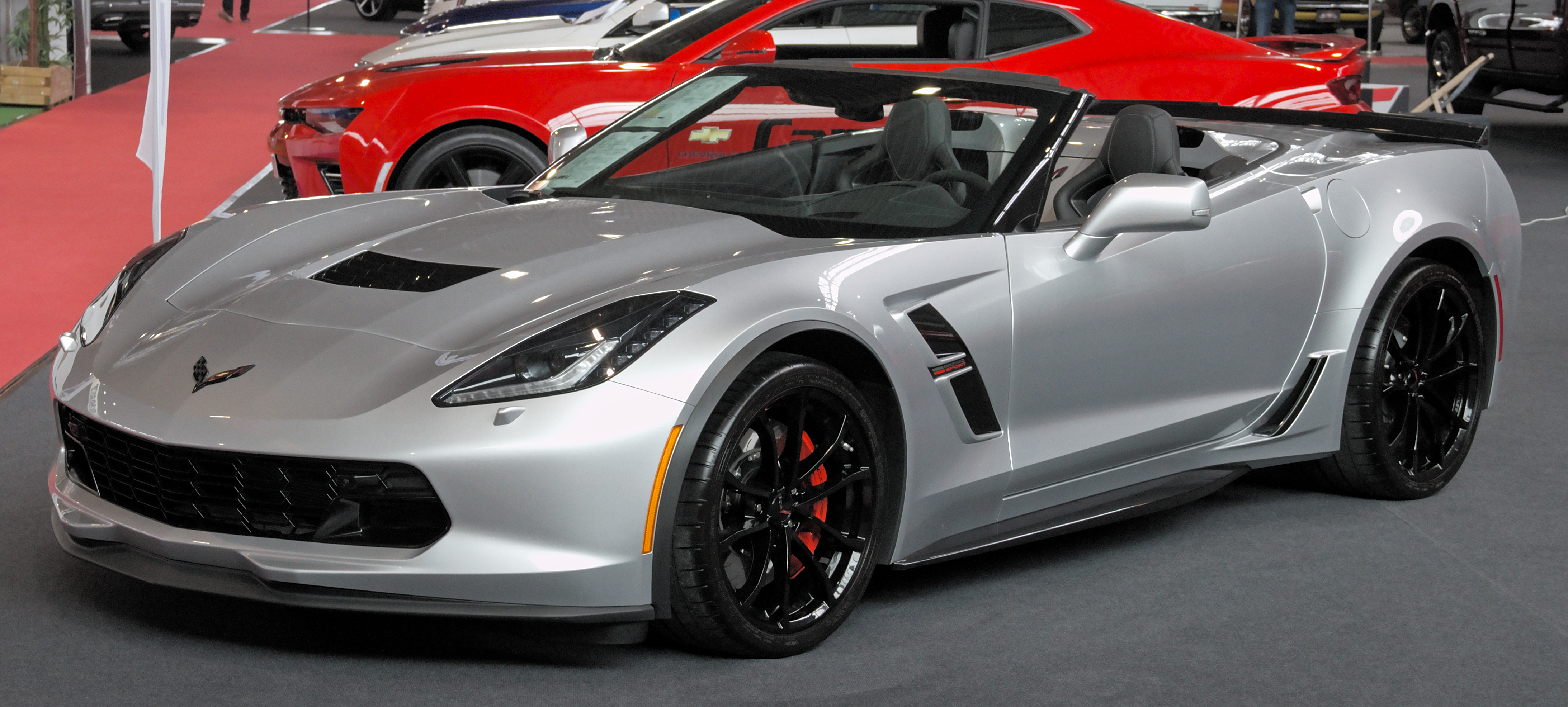
C7 グランドスポーツ
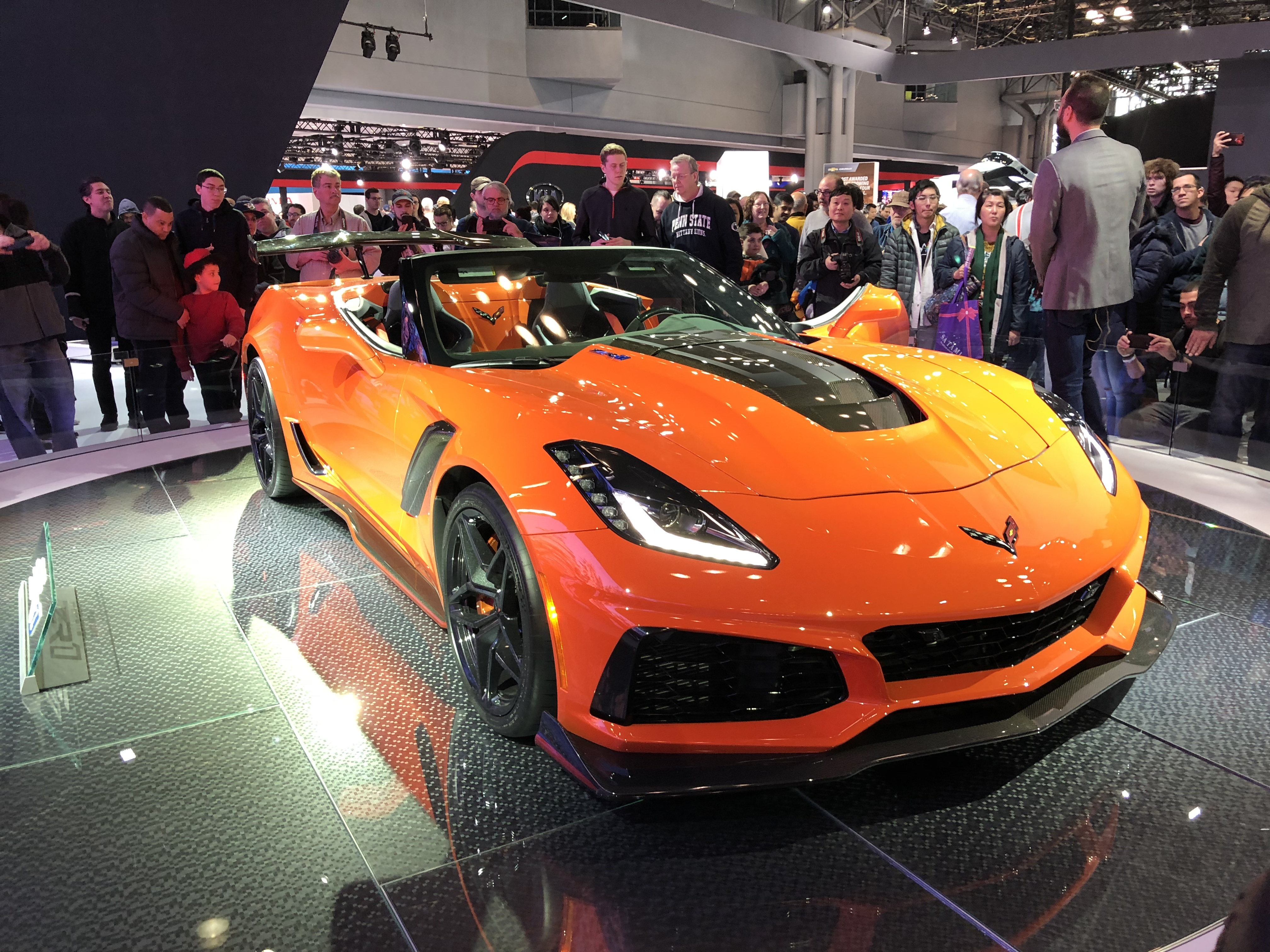
C7 ZR1 Roadster

## 8代目 C8型（2020年–）
2019年7月18日発表。最大のトピックスは、エンジン搭載位置が長年貫き通してきたフロント（FR）からミッドシップ（MR）に変更されたことである。これはコルベットの戦場であるGTレースで欧州のミッドシップスーパーカー勢に対抗するため、先代以上のパフォーマンスを追及した結果であるとされている。
エンジンは先代の改良型で6.2L V8OHV直噴は同様だが、全車ドライサンプである。トランスミッションは8速DCT。サスペンションは伝統の横置きリーフスプリングを廃止し、通常のコイルスプリングによるダブルウィッシュボーンとなった。当モデルから世界戦略車としての位置付けとなるため、2021年から左側通行諸国向けの右ハンドル仕様車の製造が開始された。脱着可能なルーフをもつクーペと、16秒でフルオープンにできるコンバーチブルをラインナップ。トランクスペースはフロントとエンジン背後の2カ所に用意。ゴルフバッグの搭載も可能である。FE2サスペンション、ドライバーモードセレクタービジュアライゼーション、Apple CarPlayおよびAndroid Autoによるワイヤレス接続が設定されている。
後に追加されたLM-GTE用ホモロゲーションモデル「Z06」では、レギュレーションから逆算する形で5.5L、DOHCヘッドの新型V8エンジン「LT6」が搭載された。FRだけでなくOHVも捨てたという事で話題になった。なおこのLT6はボアピッチこそ今までのスモールブロックと同じ4.4inのためスモールブロックには分類されているが、メカニズム的にはV8とボアピッチ以外共通点を持たないため「ジェミニ・スモールブロック」という別のペットネームを持つこととなった。
2025年に追加予定である伝統のマキシマムパフォーマンスモデル「ZR1」はこのLT6にこれまたスモールブロックでは初となるツインターボが組み合わされた「LT7」が搭載され、市販車ながら1000馬力を超えるハイパワーエンジンとなる。

### 日本での販売
2019年7月19日、日本市場での導入を発表。全車右ハンドル車のみの設定である。
ゼネラルモーターズ・ジャパンが2022年10月7日付で、リコールを国土交通省に届出。国土交通省によると、自動ヘッドランプシステムに使用している周囲光センサーが明るい環境下での出力電圧が設定よりも低いため、ボディコントロールモジュールが周囲照度の状態を正しく判定できなくなり、すれ違い用前照灯が常時点灯してしまう可能性があるという。

### E-Ray

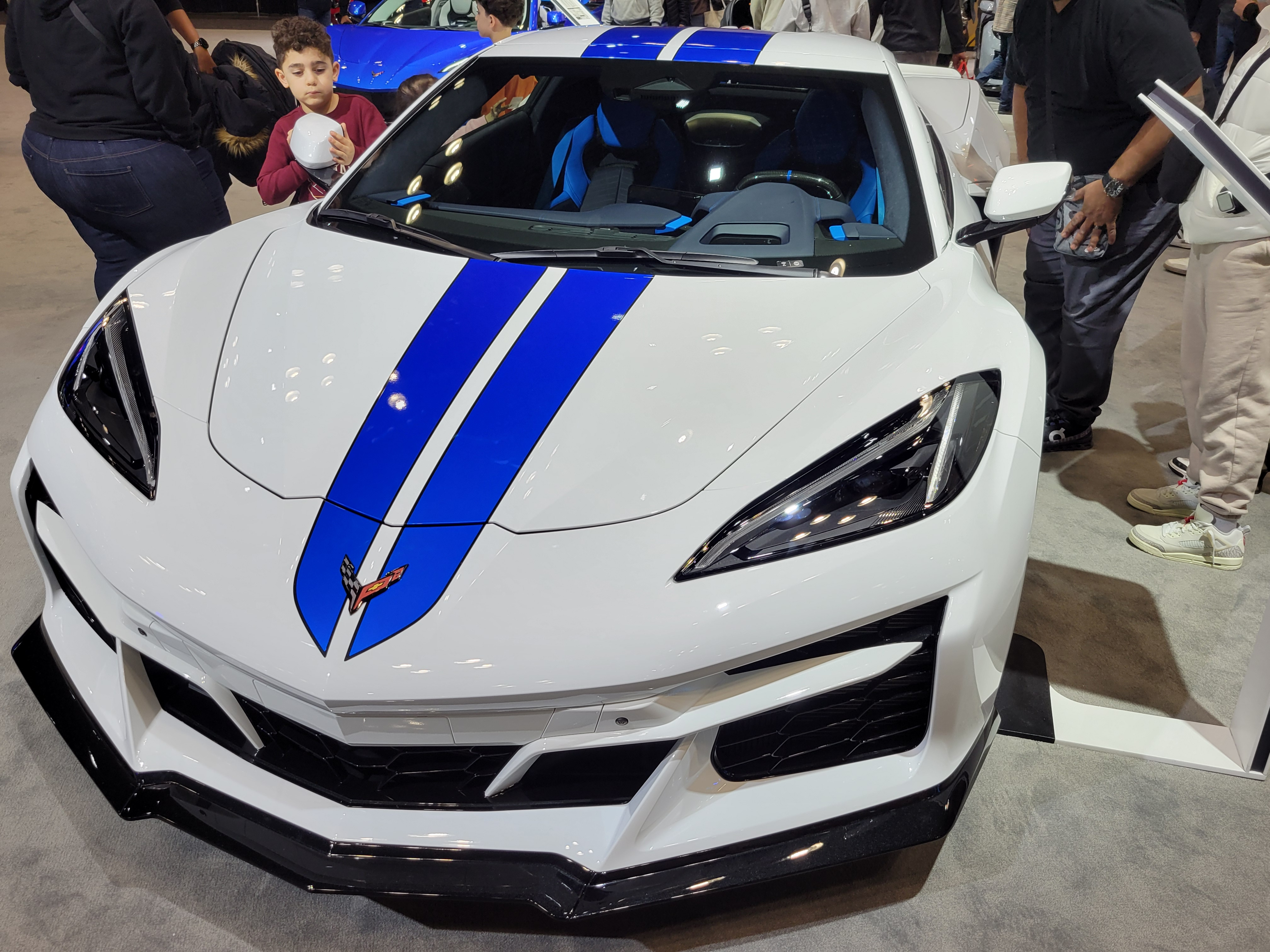

四輪駆動(コルベット初)のハイブリッドカーである。電動4WDシステムは、最高出力495HPと最大トルク470lb.ftのトルクを発生するV型8気筒 6.2Lエンジンを搭載してリアアクスルを駆動。さらに、シート間のフロアトンネルに電気モーターを設置して、1.9kWhのバッテリーパックを介して、前輪に最高出力160HPと最大トルク125lb.ftを供給。最高速45mph（約72km/h）で走行できる街乗り用の電気駆動モード「ステルスモード」も用意される。電気モーターとV8エンジンを組み合わせたシステム全体では、最高出力655HPを発生し、0-60mph加速で2.5秒、1/4マイルを10.5秒で駆け抜ける、史上最速のコルベット量産車としている。

## レーシングプロトタイプ

### スティングレイレーサー

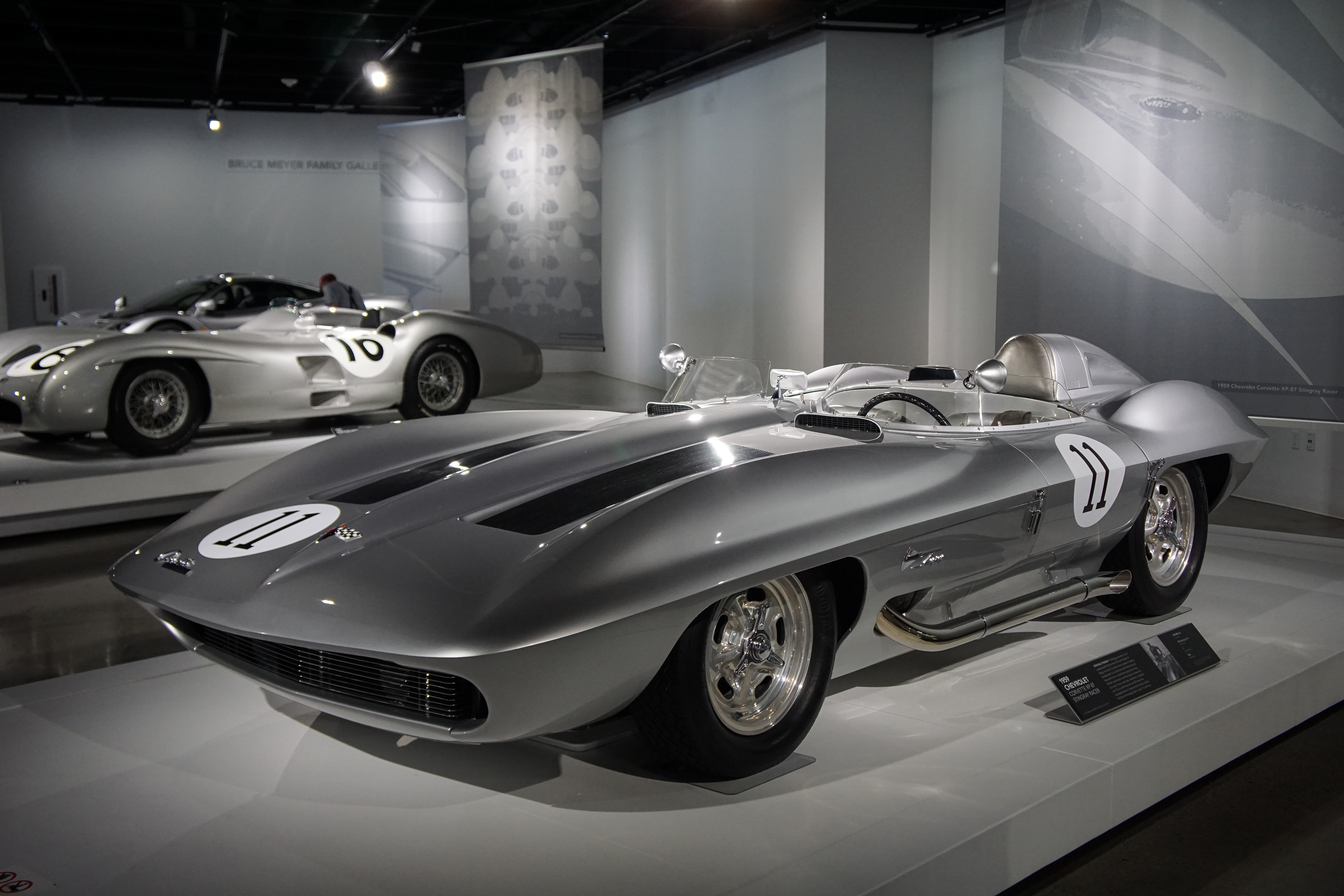
1959 Corvette XP-87
スティングレイレーサー

C2型コルベットの直接的なデザインスタディとなったのが、スティングレイレーサーと呼ばれる車である。しかし、この車は紆余曲折の末にようやく生まれた車だった。当時のAMA（自動車工業会）は、1957年のNASCARで起こった事故を契機に神経質になり、自動車企業に対し一切のワークスによるレース活動を事実上禁ずる処置を申し合わせていた。そのためシャシーを完全新設計し、コルベットの名を借りたレーシングカーとしてサーキットでの活躍を確約されていたコルベットSSは、大きな舞台をほとんど経験することなく、テストカーとして生涯を終える運命にあった。
それを阻止したのが、C3型コルベットまで開発の中枢メンバーの一人だったビル・ミッチェルである。彼はコルベットSSのフレームを流用したMule（C1型ベースのものではなく、コルベットSSの計画が立ち上がる際に新規製作されたもの）をわずか1ドルで引き取り、新たなデザインに仕立て直した。デザインを手がけたのは、シェルビー・デイトナの設計を担当したこともあるピート・ブロックである。彼は当初、クーペスタイルを主張したが、いくつかの変遷を経てオープンカーとすることになった。
フレームには鋼管スペースフレーム構造が採用され、オープンカーながら剛性の高いシャシーを実現した。サスペンションは、前ダブルウィッシュボーン式、後ドディオン・アクスル＋トレーリングアームが採用された。しかし、デフにLSDを採用せず、ブレーキはレーシングカーとしては性能不足な4輪ドラムブレーキだったため、ハードなコーナーリングをすると内側のタイヤがホイールスピンし、レースを走り終えると必ずフェードを起こす、レーシングカーとしてあるまじき事態を引き起こした。ブレーキに関してはディスクブレーキの性能に懐疑的だったGM首脳陣が採用を認めなかったことが原因と言われている。

### デイトナプロトタイプ

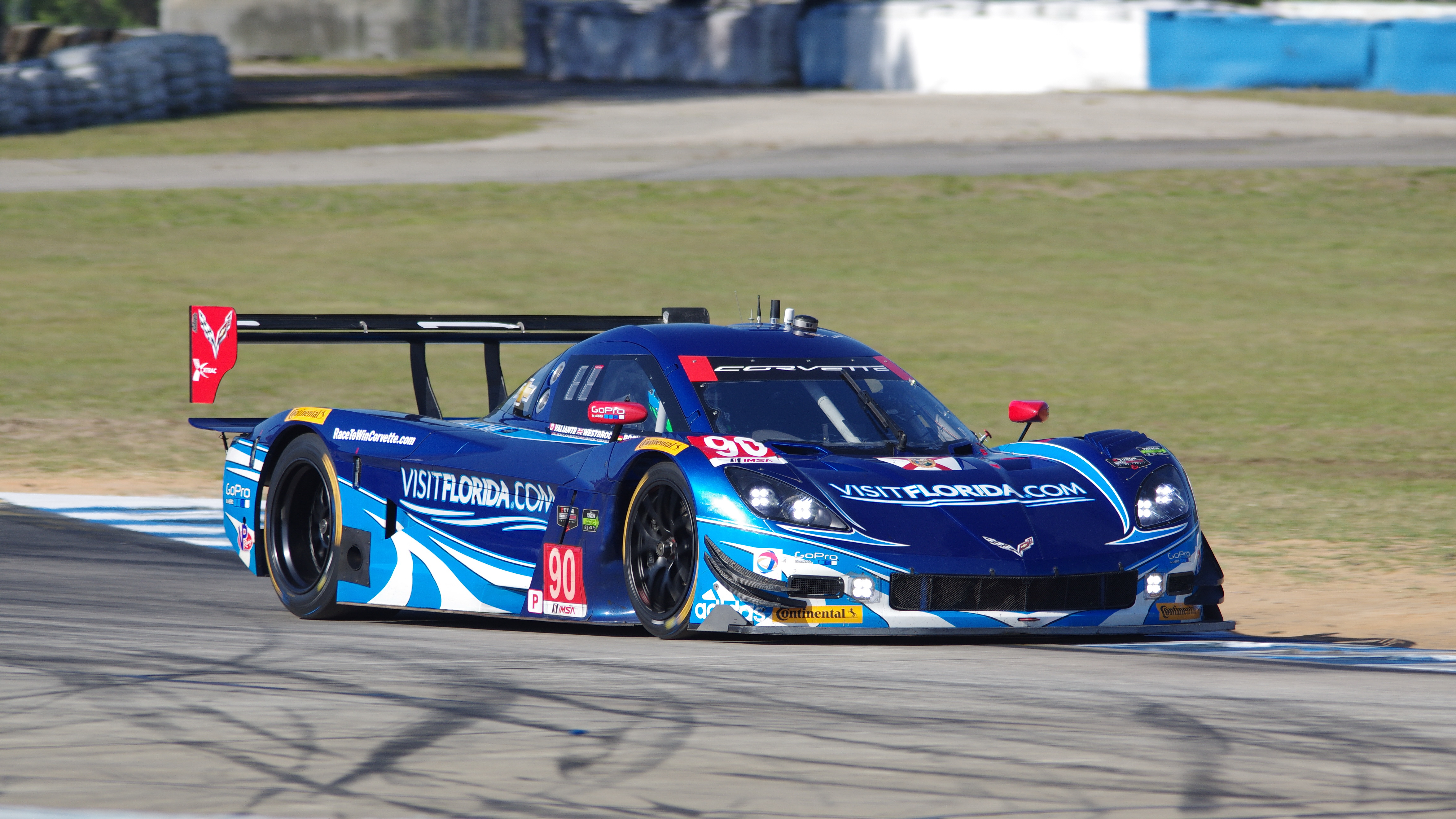
ウェイン・テイラー・レーシングのコルベットDP

ロレックス・スポーツカー・シリーズ（いわゆるグランダム・シリーズ）とその後継カテゴリであるユナイテッド・スポーツカー選手権（USCC）に、GMが投入したデイトナ・プロトタイプ（DP）規定車両が、コルベットのデザインを模した『コルベットDP』である。
鋼管フレームのシャシーにコルベットのV8エンジンをミッドシップに収めたこのマシンは、2012年の投入から2016年の規定終了までシリーズを支配し続けた。

## レース活動
コルベットは数々のレースでも大きな活躍を見せている。シボレーのワークス部隊である、コルベット・レーシングは2015年時点、ル・マン24時間レースで8回ものクラス優勝をしている強豪チームであり、2015年にはデイトナ24時間、セブリング12時間、ル・マン24時間を勝利し「トリプル・クラウン」を獲得している。

### C5-R
シボレーコルベットC5-Rは、耐久レースでの競争のためにプラット・アンド・ミラーとゼネラルモーターズによって製造されたグランドツーリングレーシングカー。この車は、C5世代のシボレー・コルベットをベースに、モータースポーツ用に設計されている。コルベット・C5-Rは1999年にデビューし、デイトナ24時間レース、セブリング12時間レース、ルマン24時間レース、アメリカンルマンシリーズ(ALMS)で優勝したことで、GTカテゴリーをリードする車の1つになった。

### C6.R
C6.R GT1（Z06） 2005年、コルベットチームは、第6世代（C6）コルベットが一般にリリースされるのに合わせて、C6.Rのレースを開始した。コルベットC6.Rは、2005年のALMSで初戦セブリング以外のレースでクラス優勝した。 2009年の終わりまでに、コルベットは4年連続のALMS GT1チームとメーカー、ダブルタイトル（2005年から2008年）と、ルマン24時間レースでLMGT1クラスでの3回のクラス優勝（2005年、2006年、2009年）を獲得した。
C6.R GT2（ZR1）一部のプライベーターはヨーロッパでC6.RのGT1バージョンを使い続けたが、コルベットのファクトリーチームは、2009年半ばに、GT1クラスから人気のあるGT2クラスに切り替えた。新しいC6.R GT2は、ZR1モデルの修正バージョンを使用したが、ZR1のスーパーチャージャー付きエンジンは搭載していない。GT2のルールは生産車両に基づいているため、C6.R GT2 のNAエンジンは、以前のエンジンよりもかなり制限された。車はALMSミッドオハイオでデビューした。チームは残りの2009年ALMSシーズンで1勝した。
2010年ALMSは最終戦プチ・ル・マンで1勝した。ルマン24時間レースはコルベットレーシングの2台のC6.R GT2は両車がリタイアを余儀なくされた。
2011年のルマン24時間レースで、新しいLMGTE-プロクラスでレースをするC6.Rは、73号車がクラス優勝を果たした。74号車はリタイア。ラルブル・コンペティションが参戦したC6.Rも、LMGTE-Amクラスで優勝。
2012年、コルベットレーシングは、ALMSで10レース中4勝し、ドライバーズ、チーム、マニュファクチャラーズチャンピオンシップの3冠を獲得した。
2013年に10レース中5勝し、ドライバーズ、チーム、マニュファクチャラーズチャンピオンシップを再び獲得した。

### C7.R
2014年、コルベットレーシングは、第7世代のC7コルベットの発売に合わせて新しいC7.Rを発表した。その後、2014年のユナイテッドスポーツカー選手権に参戦した。
2015年、C7.Rは、デイトナ24時間レースとル・マン24時間レース、セブリング12時間でクラス優勝した。
2017年、ドイツADAC GTマスターズでもシリーズチャンピオンを獲得した。

### C8.R
2019年10月、C8.RはC8コンバーチブルのワールドプレミア中にサプライズデビューを果たした。
2020年ユナイテッド・スポーツカー選手権に2台が参戦した。GTLMクラスでドライバー、チーム、マニュファクチャラータイトルの3冠を獲得した。

### Z06 GT3.R
2024年シーズンからは、グループGT3規定に適合する車両として「Z06 GT3.R」をFIA 世界耐久選手権（WEC）ならびにウェザーテック・スポーツカー選手権（IMSA）に投入する。

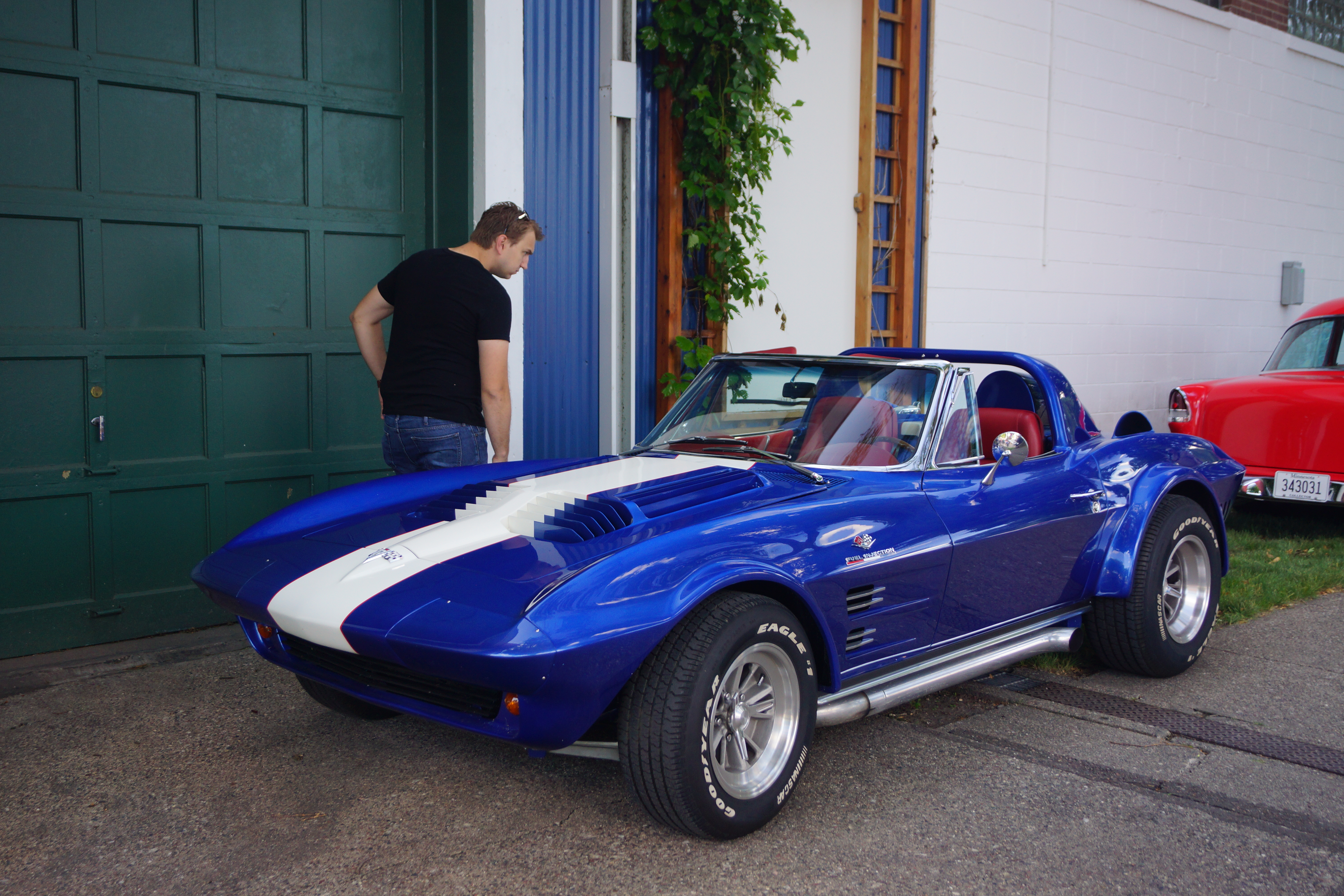
C2 グランスポーツ
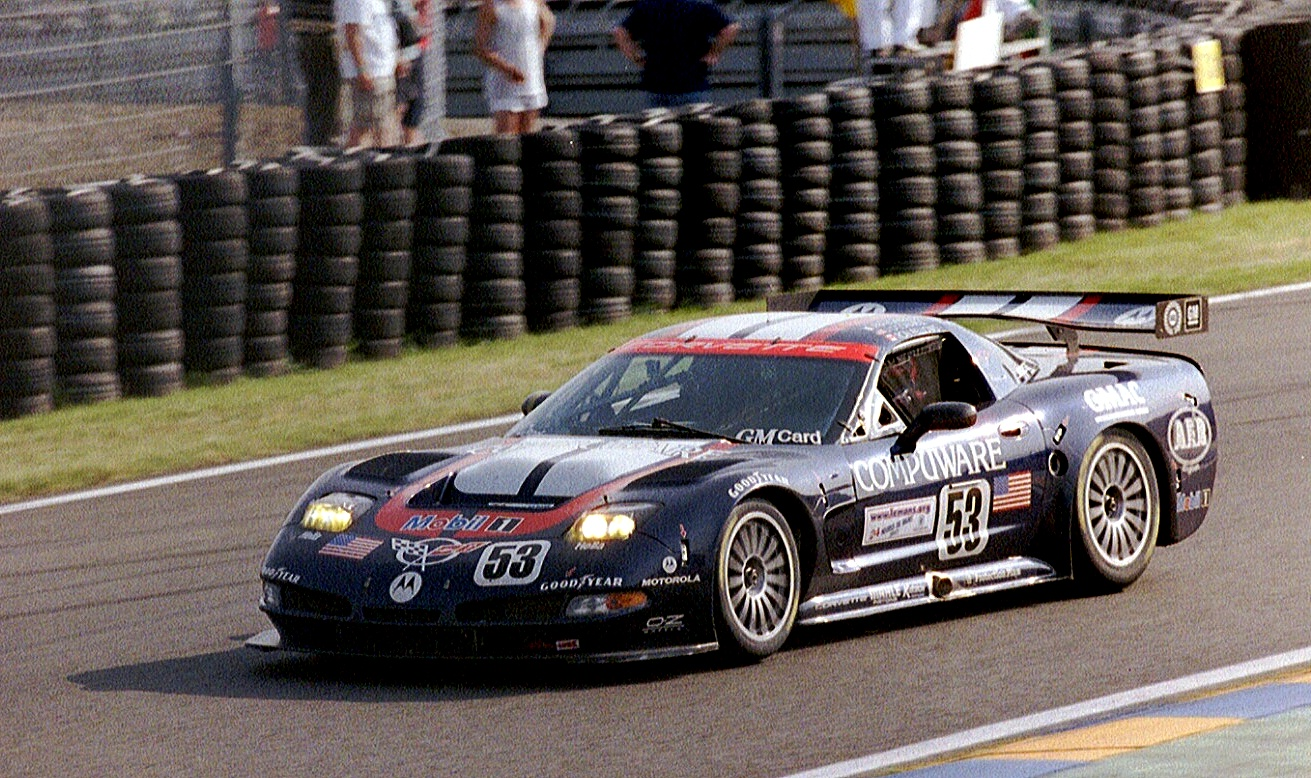
C5-R
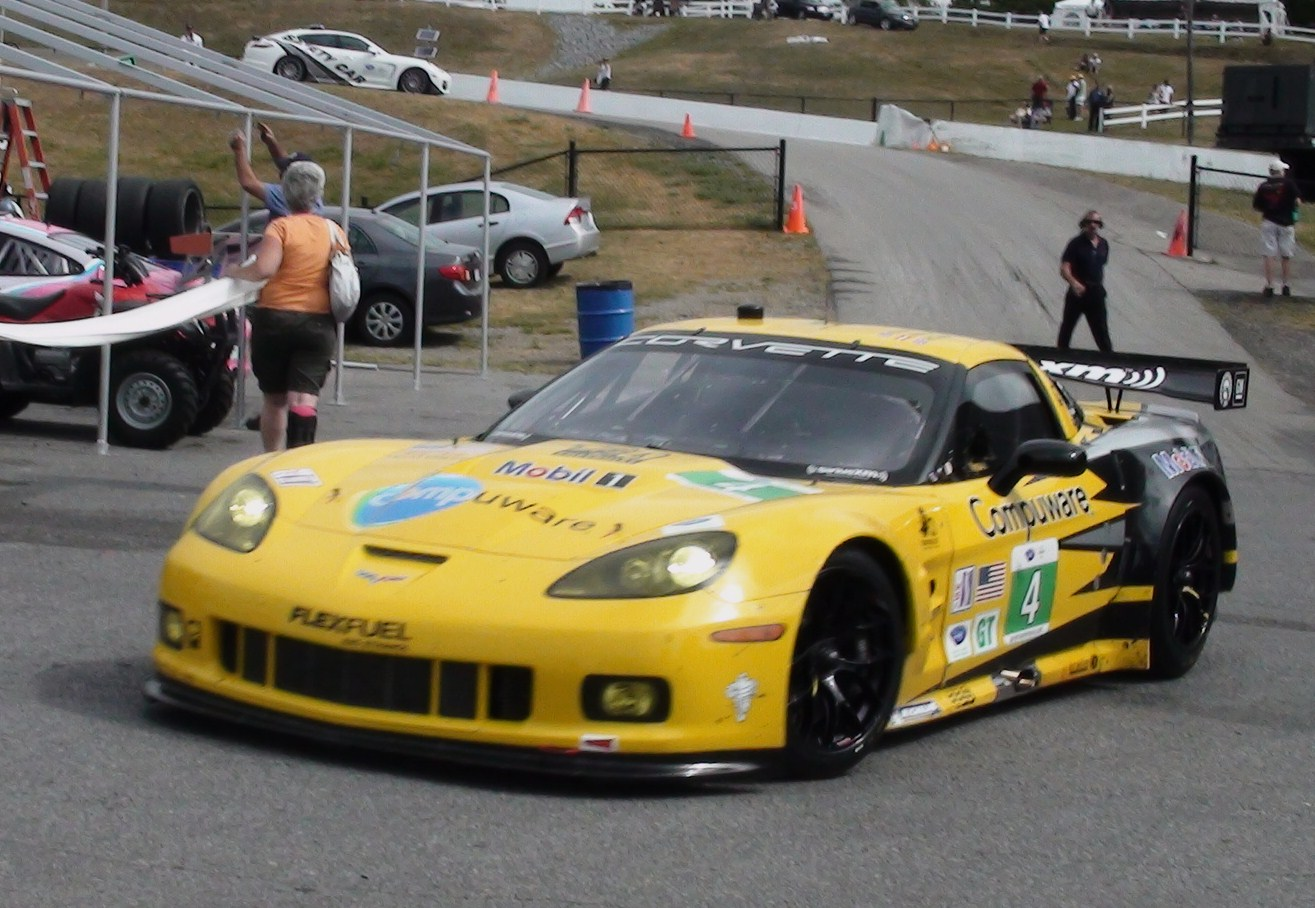
C6.R
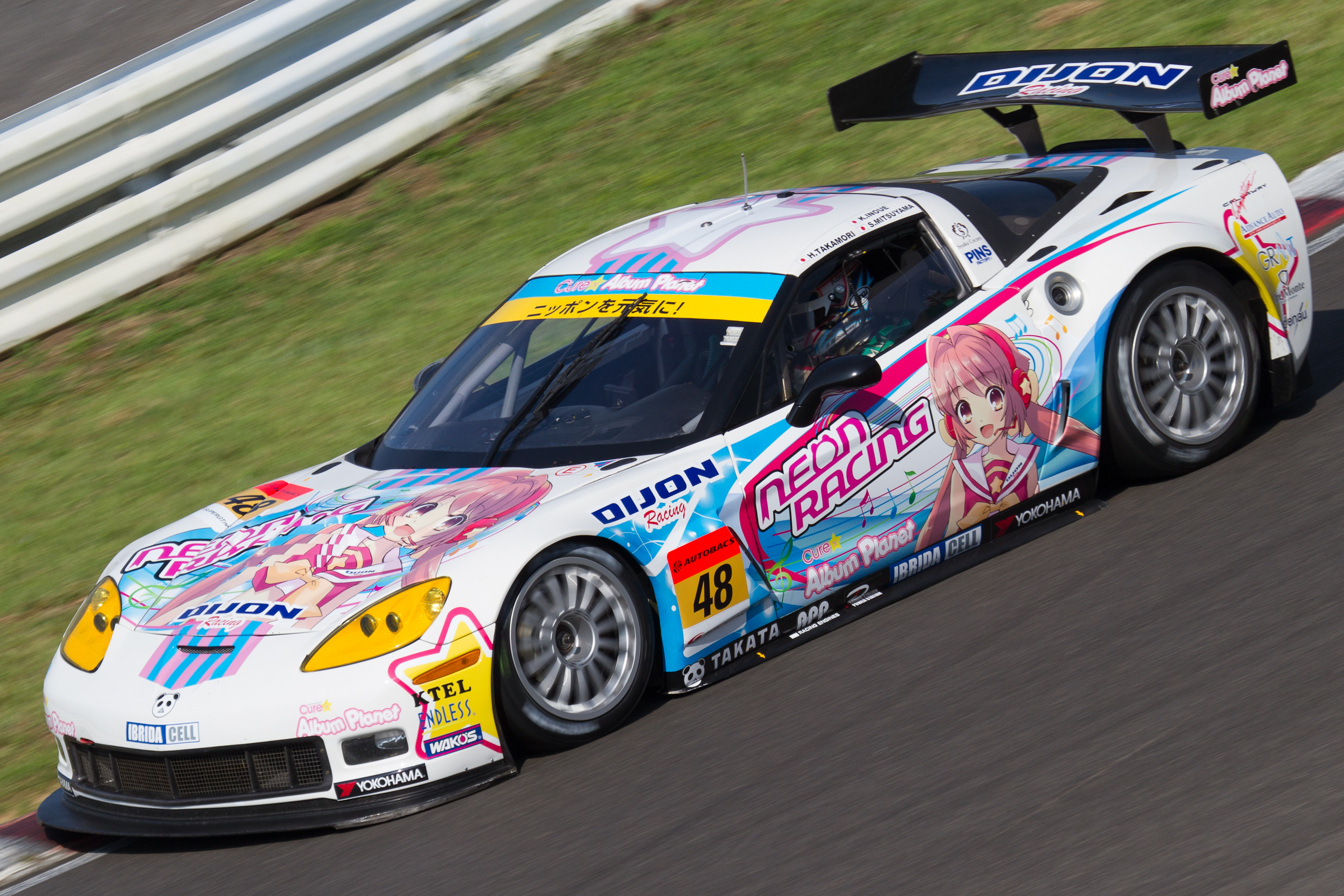
Z06-R GT3
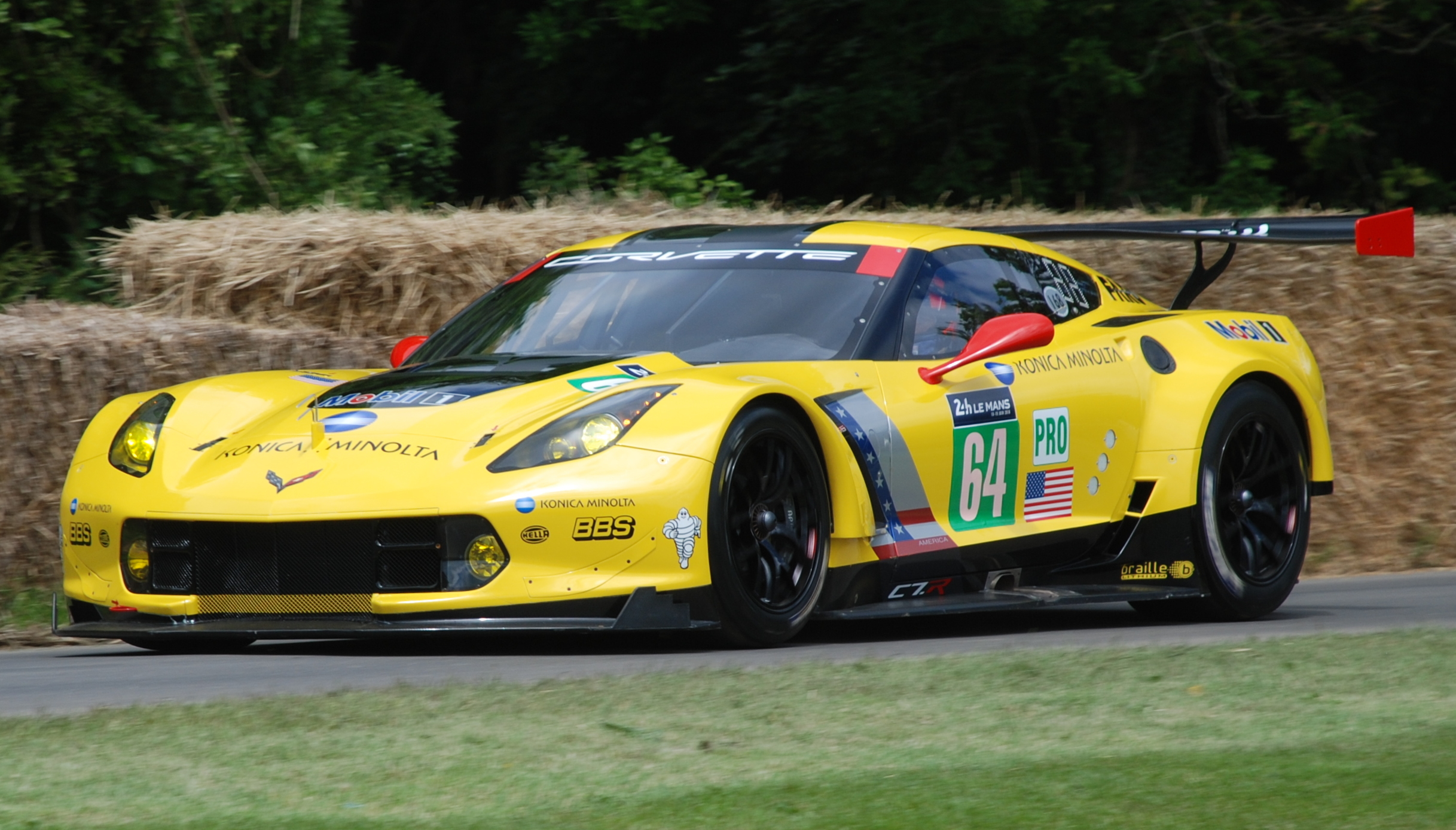
C7.R
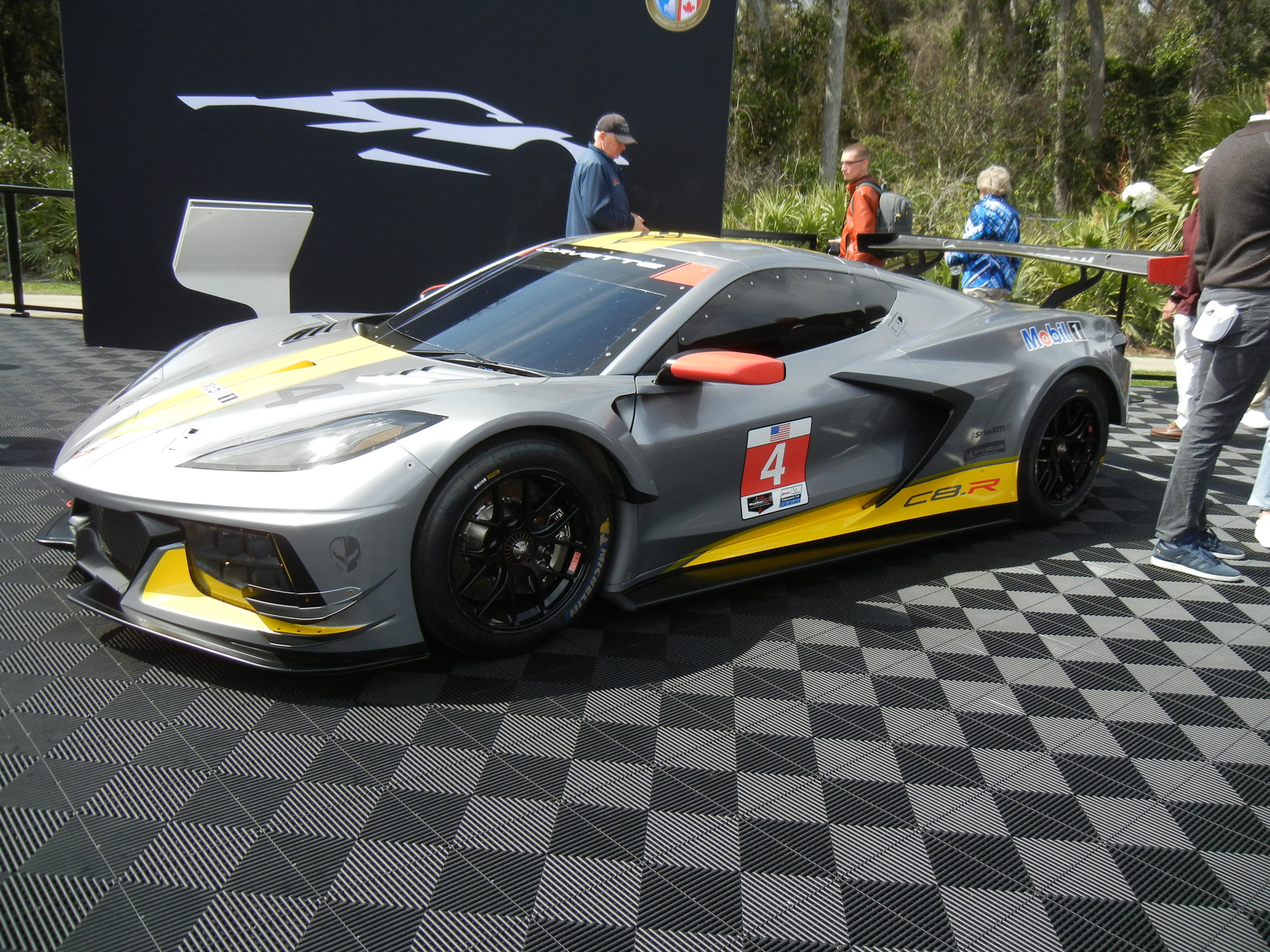
C8.R
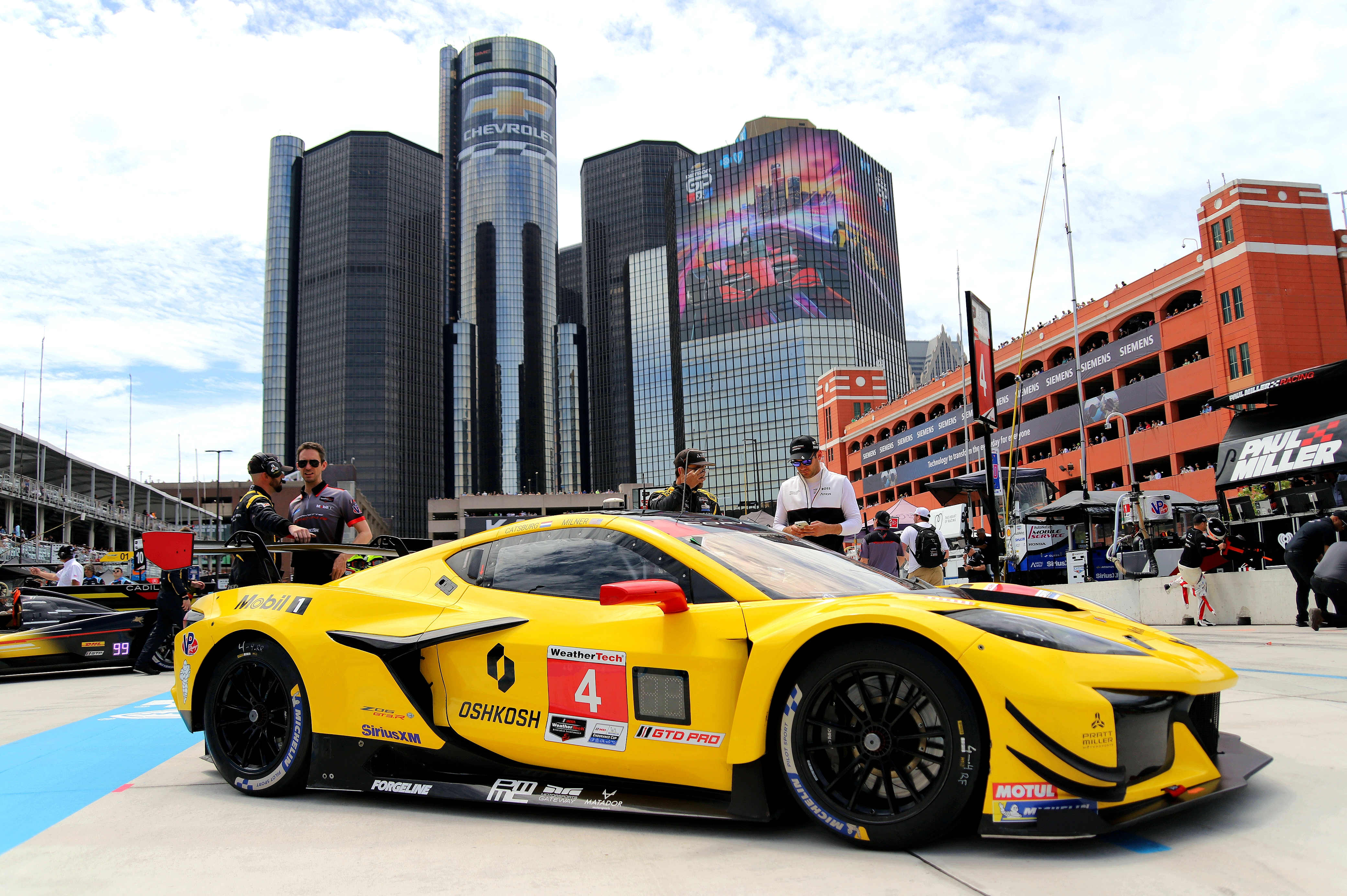
Z06 GT3.R